# Palais-Royal
Pour les articles homonymes, voir Palais royal.
Le Palais-Royal, ensemble monumental (palais, jardin, galeries, théâtre) au nord du palais du Louvre dans le 1er arrondissement de Paris, est un haut lieu de l’histoire de France et de la vie parisienne.
Construit par Richelieu en 1628, le Palais-Cardinal, donné au roi Louis XIII en 1636, sert de résidence à la régente Anne d'Autriche (1601-1666) et au jeune Louis XIV enfant pendant les troubles de la Fronde et devient le Palais-Royal.
Donné en apanage à Philippe d'Orléans en 1692, il devient le palais des Orléans. Le Régent y réside. Louis-Philippe d'Orléans, qui deviendra roi des Français en 1830, y voit le jour le 6 octobre 1773. Le futur Philippe Égalité y réalise en 1780 une grandiose opération immobilière conduite par l'architecte Victor Louis, en encadrant le jardin de constructions uniformes et de galeries qui vont devenir pendant un demi-siècle, par leurs cafés, restaurants, salons de jeu et autres divertissements, le rendez-vous à la mode d’une société parisienne élégante et souvent libertine. La fermeture des maisons de jeu y mettra fin en 1836.
Restitué aux Orléans en 1814, mis à la disposition du roi Jérôme sous le Second Empire, il est affecté à partir de 1871 à différentes administrations de la République. Il abrite aujourd’hui le Conseil d'État, le Conseil constitutionnel, le Tribunal des conflits et le ministère de la Culture.
Le spectacle a toujours été présent au Palais-Royal. Richelieu avait son propre théâtre. Molière reprit la salle en 1660. À sa mort, Lully y installa l’Opéra qui sera incendié en 1781. L’histoire moderne de la Comédie-Française y débute en 1799. Le théâtre Montansier inauguré en 1790 et devenu théâtre du Palais-Royal privilégie lui le théâtre dit de boulevard.
La dernière grande date du Palais-Royal est l’installation en 1986 des Deux Plateaux de Daniel Buren dans la cour d’honneur.

## Localisation
L'ensemble architectural du Palais-Royal est limité par la rue Saint-Honoré et la place Colette au sud, par la rue de Richelieu, puis la rue de Montpensier à l'ouest, par la rue de Beaujolais au nord, et par la rue de Valois à l'est.

## Histoire

### Le Palais-Cardinal

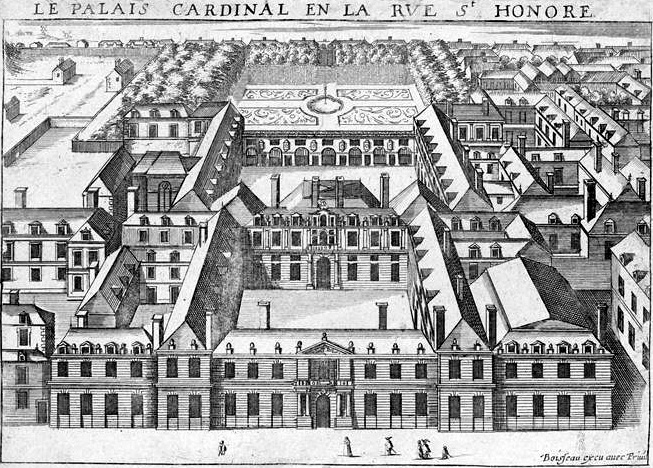
Le Palais Cardinal, rue Saint-Honoré, vers 1641.

Richelieu achète en 1624 l’hôtel de Rambouillet pour 90 000 francs, qui présente pour lui le double avantage d’être proche du Louvre et d’être bordé par un fragment de l’enceinte de Charles V qui peut, s'il est démoli, fournir un grand espace en pleine ville derrière son hôtel. Ce sera le cas en 1633, un brevet royal lui donnant la propriété des terrains.
Il entreprend alors, en faisant appel à l’architecte Jacques Lemercier, qui venait d'achever le pavillon de l'Horloge, l'agrandissement et la transformation de l’hôtel en un véritable palais avec des appartements somptueux et un théâtre qui demeurera longtemps le plus beau de Paris. Sauval a laissé des témoignages précis sur la galerie des Hommes Illustres du Palais-Cardinal qui comportait, accompagnés de quatre statues et trente-huit bustes de marbres antiques, vingt-cinq portraits (dont celui de Louis XIII et le sien) peints par Philippe de Champaigne et Simon Vouet.

Le dramaturge Corneille souligne le caractère somptueux de la demeure :
« Et l'univers entier ne peut rien voir d'égal
Aux superbes dehors du Palais Cardinal.
Toute une ville entière, avec pompe bâtie,
Semble d'un vieux fossé par miracle sortie,
Et nous fait présumer à ses superbes toits
Que tous ses habitants sont des dieux ou des rois. »
— Pierre Corneille (1606-1684), Le Menteur, 1644
Il ne reste aujourd'hui du Palais-Cardinal, consumé en grande partie à la suite de l'incendie d'une salle de l'opéra, le 6 avril 1763, que la galerie des Proues, portique dorique qui prolonge le pseudo-péristyle de Valois. Les fenêtres alternent avec des tables ornées de rostres à l'antique terminant la proue des galères méditerranéennes et de deux ancres marines, qui sont les emblèmes de la charge de surintendant de la Navigation du Cardinal.
| |  |  |
| Vestiges du Palais-Cardinal : la galerie des Proues, prise de la cour principale (à gauche) et du portique (à droite). |  |  |

### Le Palais-Royal et Louis XIV

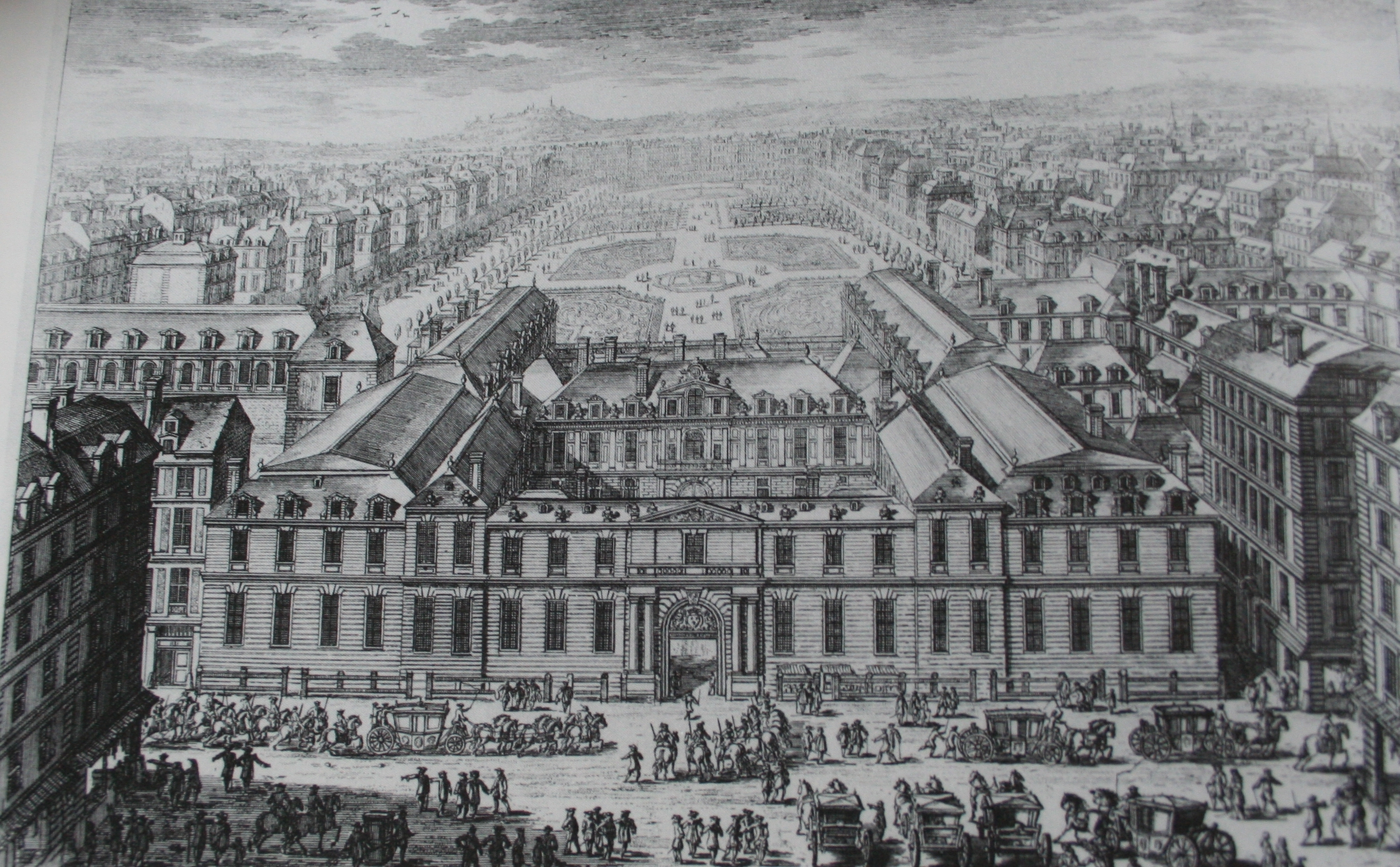
Le Palais-Royal sous Louis XIV. Le théâtre de Molière est à droite de l’entrée du palais.

Richelieu donne son palais au roi, par acte de donation avec réserve d'usufruit le 6 juin 1636, renouvelé par testament, jusqu'à sa mort en 1642. L'acte de donation stipulait que l'hôtel demeurerait à jamais inaliénable à la couronne, la cause déterminante de la libéralité étant que l'immeuble serve de logement au roi ou à l'héritier de la couronne, à l'exclusion de toute autre personne.
La régente Anne d’Autriche s’y installe de 1643 à 1652, quittant les appartements incommodes du Louvre, pour profiter du jardin où peuvent jouer le jeune Louis XIV et son frère. Le Palais-Cardinal devient le Palais-Royal.
Les troubles de la Fronde marquent le petit roi qui, en 1649, doit fuir le palais en pleine nuit et, en 1651, alors qu'il est âgé de douze ans, les émeutiers exigent de voir le petit roi, envahissent le palais et défilent plusieurs heures devant son lit.
Le Palais-Royal est alors abandonné. Comme l'acte de donation de Richelieu comporte l'obligation de l'affecter à la résidence du seul roi, les juristes concluent que la clause est devenue inexécutable et doit être réputée non écrite. Il est considéré que le palais, par sa petitesse et la qualité de ses bâtiments, n'est pas une demeure convenable pour un roi, et que seul le Louvre, par sa grandeur et sa magnificence, répond à la majesté du roi.

### Monsieur au Palais-Royal, sa résidence parisienne (1661-1692-1701)

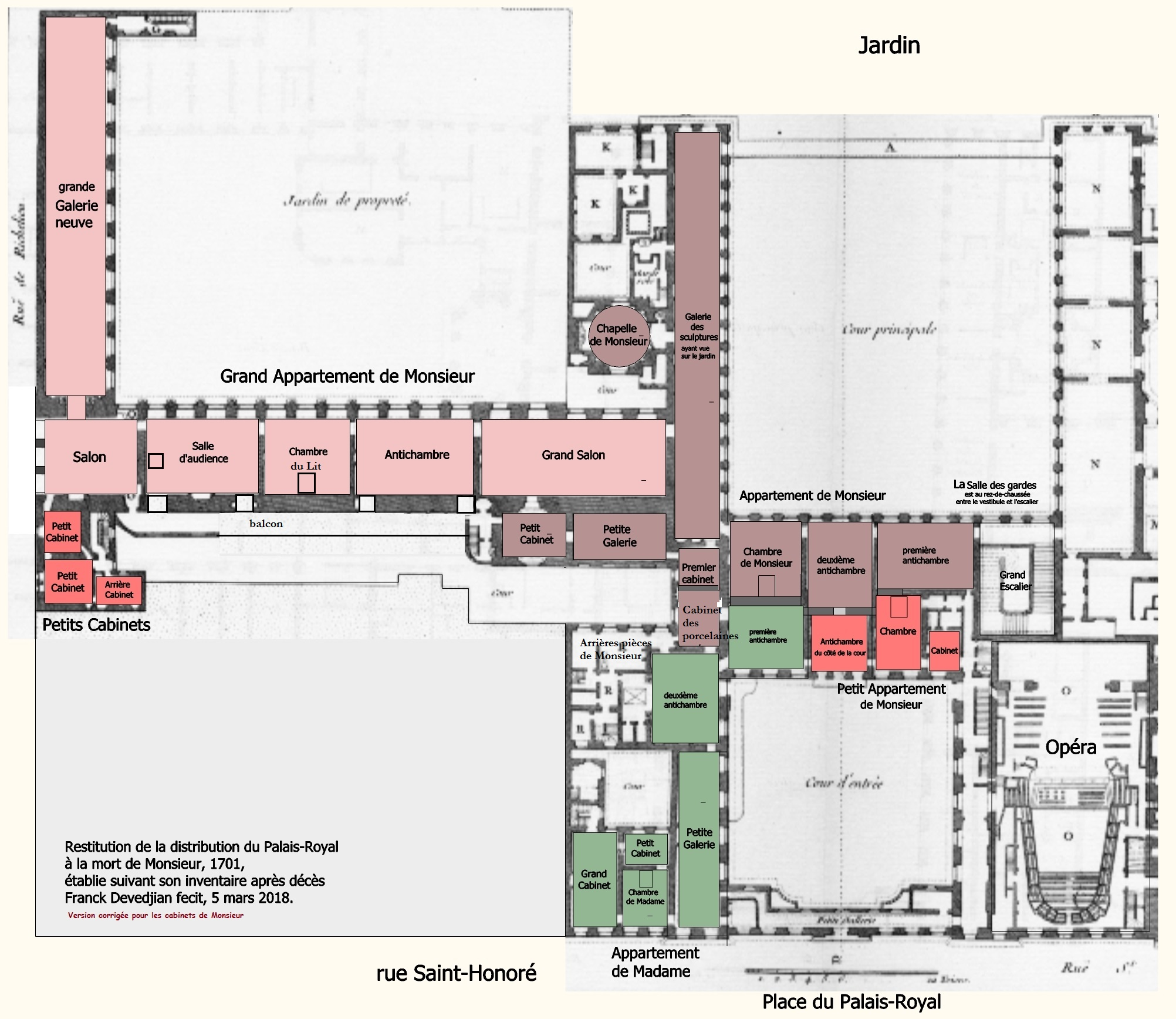
Restitution de la distribution du premier étage du Palais-Royal en 1701, à la mort de Monsieur. D'après son inventaire après décès.

Grâce à ce raisonnement, par lettres patentes de février 1692, Louis XIV donne le palais en apanage à son frère, Philippe d’Orléans, dit Monsieur. Mais Monsieur habitait au Palais-Royal depuis mars 1661, avec mise à disposition des lieux par son frère Louis XIV.
Monsieur résidera au Palais-Royal et l'embellira suivant son goût d'artiste. La totalité du premier étage était dédiée à l'appartement de Monsieur, à son grand appartement servant pour la vie de cour, et à son petit appartement situé du côté de l'Opéra, et où il devait profiter des plaisirs de tous ordres. L'appartement de Madame était situé du côté de la rue, on sait qu'elle s'enfermait chez elle, et collectionnait les médailles, quand elle n'écrivait pas de lettres.

#### L'appartement de Monsieur donnant sur la cour côté jardin

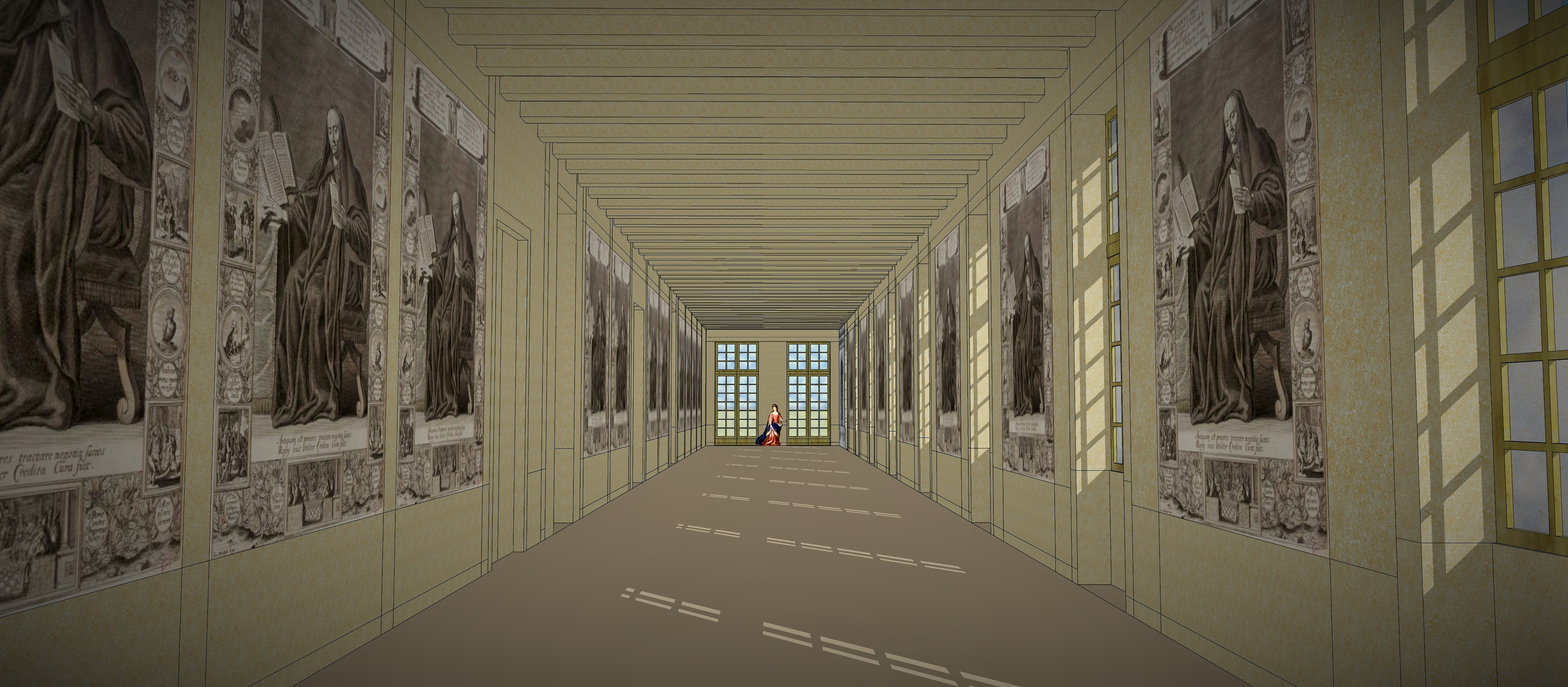
Schéma du volume de la galerie des hommes illustres, au temps de Monsieur. Palais-Royal, Paris.

Pour accéder à l'appartement de Monsieur, il fallait emprunter depuis la cour côté rue un grand passage voûté, qui reliait les deux cours. À la salle des gardes faisait suite le grand escalier qui conduisait au premier étage. Une grande antichambre permettait d'accéder au centre du Palais-Royal, dans une seconde antichambre qui servait de Salon du Conseil. De là on accédait à la pièce la plus importante du Palais, la chambre de Monsieur, donnant sur trois fenêtres sur la cour du côté jardin.
On découvrait ensuite la galerie des hommes illustres, dite des sculptures du temps de Monsieur.
Depuis la chambre, on accédait également à un petit cabinet avec plafond en coupole, visible sur le plan du musée Carnavalet, et décrit comme « premier cabinet » dans l'inventaire de 1701. Une petite galerie voisine, située derrière le grand salon et éclairée de 4 fenêtres, servait de présentation des nombreuses miniatures collectionnées par Monsieur.

#### L'enfilade du grand appartement

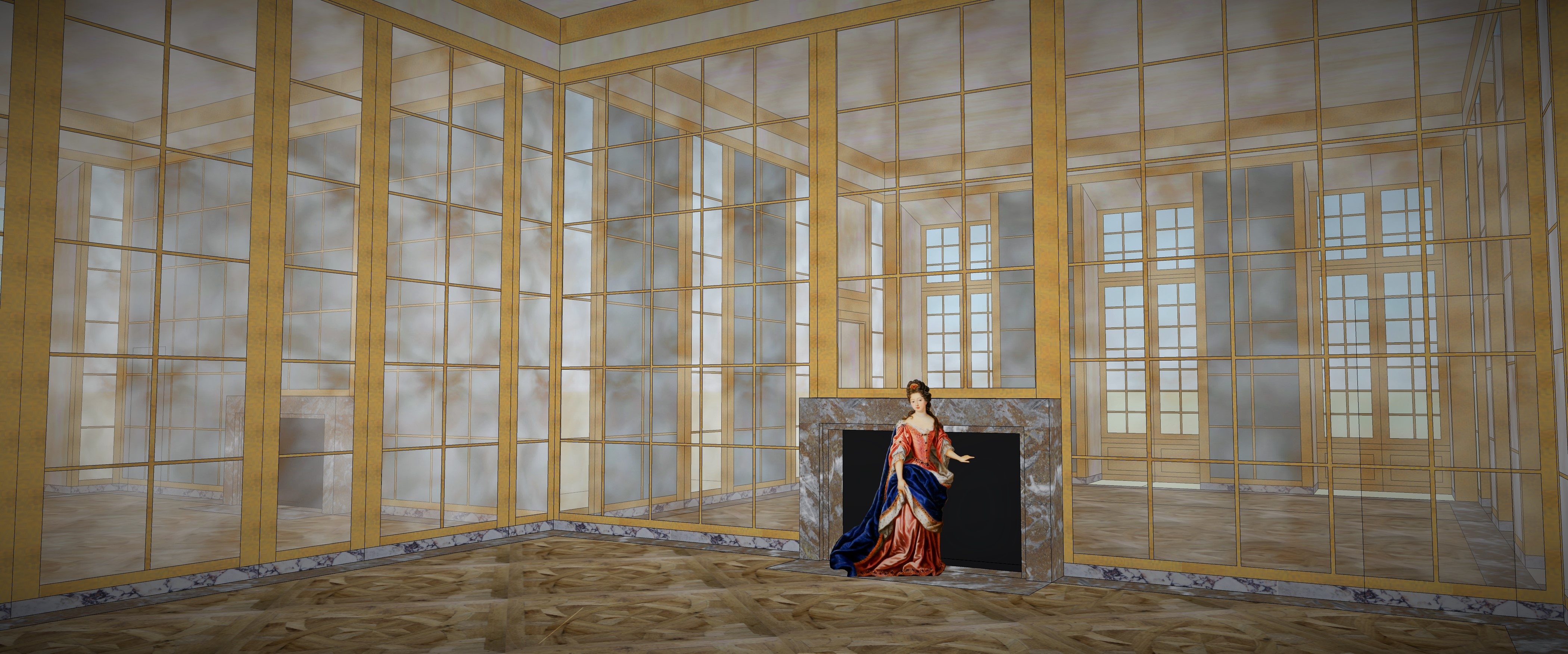
Schéma du cabinet des glaces de Monsieur au Palais-Royal, vers 1692-1698.

Le nouveau grand appartement de Monsieur était d'une longueur d'enfilade surprenante.
On trouvait d'abord un grand salon, puis une antichambre, la chambre du Lys où avait été installé un grand lit provenant du Trianon de porcelaine à Versailles, une salle d'audience et un cabinet des glaces terminant l'enfilade avant la création de la galerie d'Énée en retour.
Un cabinet des glaces terminera l'appartement où avaient lieu les réceptions. C'est le futur emplacement du salon d'Oppenord, qui précèdera la future galerie d'Énée. Tous les murs de ce grand cabinet des glaces sont recouverts de miroirs, Madame indiquant que les glaces commencent depuis le bas jusqu'en haut. C'est le type du cabinet des miroirs, semblable à celui du château de Meudon, pièce dans l'angle où tout se reflète à l'infini.

Parois du Cabinet des Glaces de Monsieur au Palais-Royal
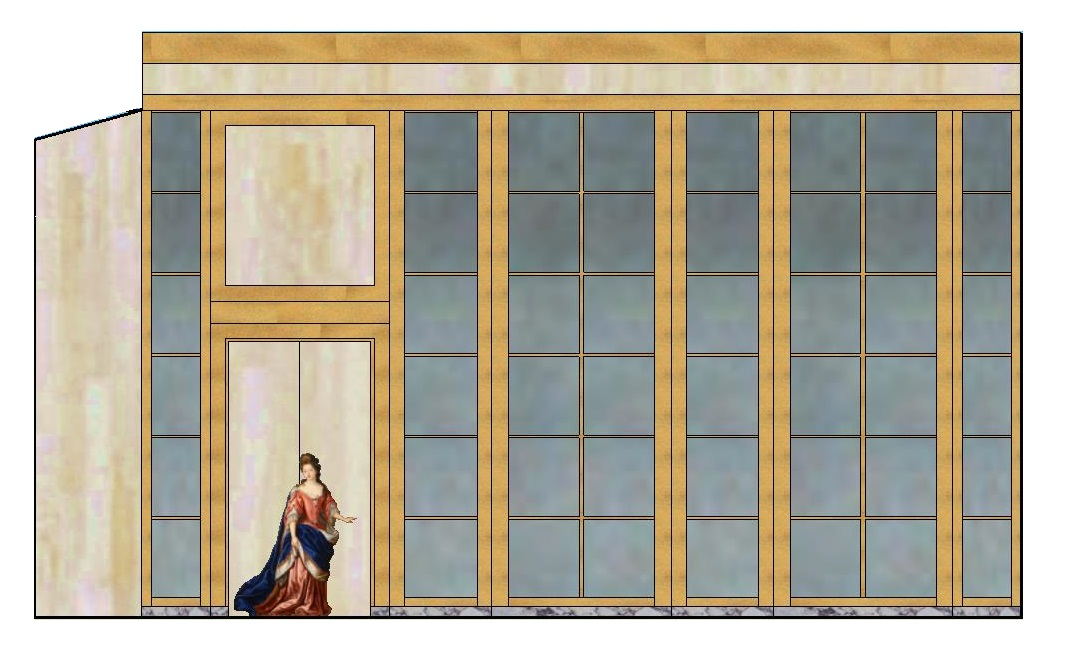
Paroi est.
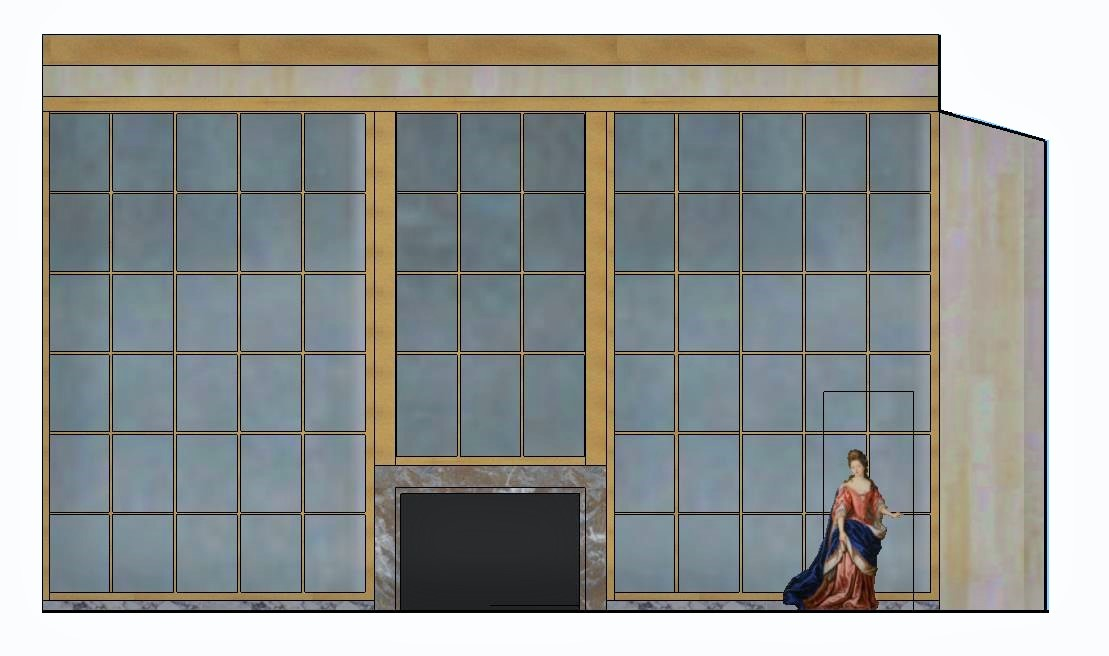
Paroi sud.
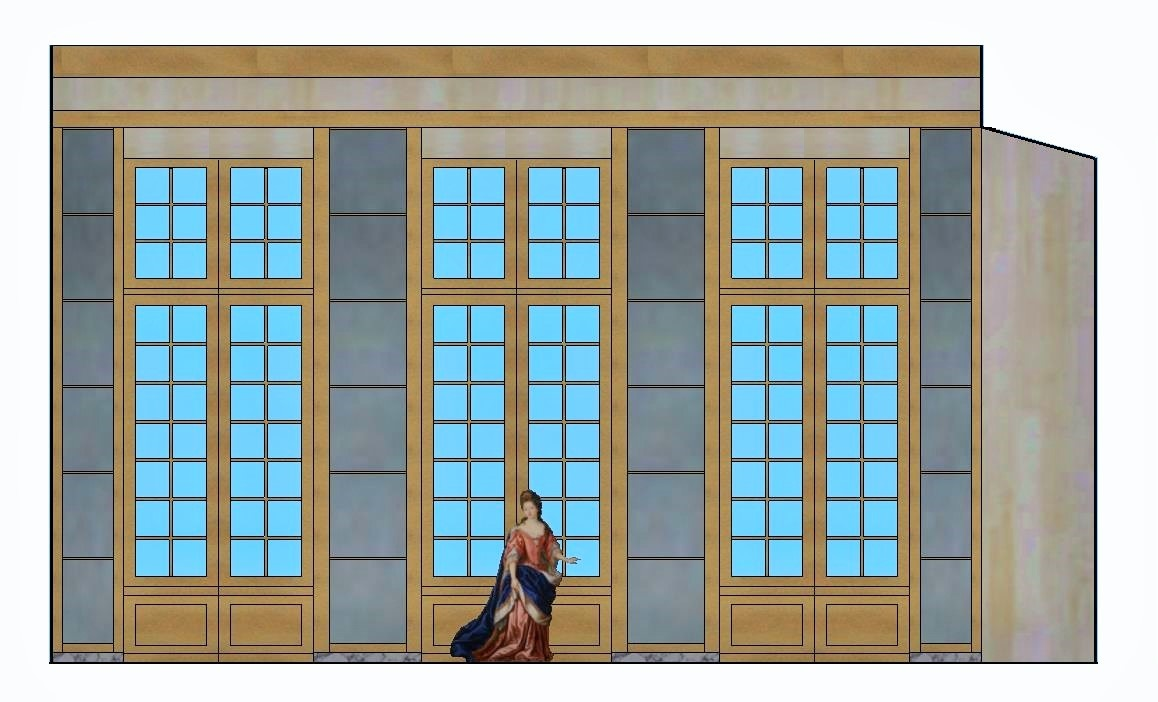
Paroi ouest.
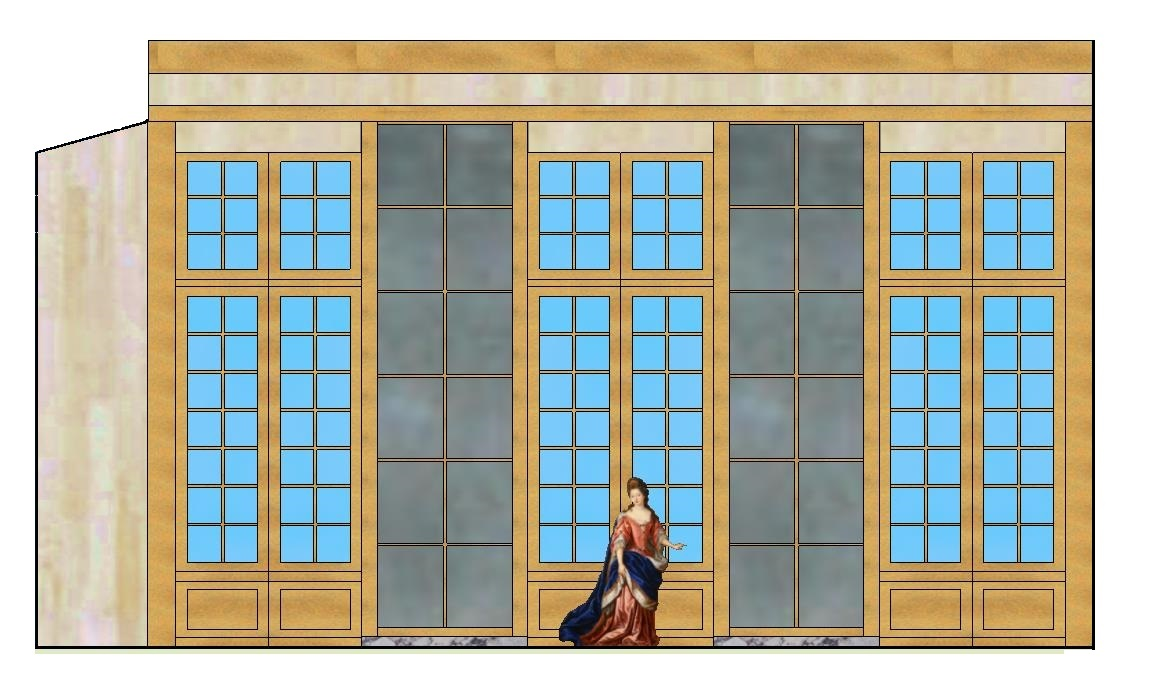
Paroi nord.

#### Le petit appartement de Monsieur du côté de l'Opéra
Un petit appartement servait à Monsieur à ses moments particuliers, hors vie de cour. Il voisinait avec l'Opéra. Une antichambre dite « du côté de la cour » donnait sur la chambre de Monsieur, et un cabinet suivait cette dernière pièce. Ce petit appartement de Monsieur avait la même fonction que le petit appartement de Monsieur au château de Saint-Cloud, donnant sur le parterre de l'Orangerie.

#### L'appartement de Madame côté rue
Madame disposait d'un bel appartement, mais bruyant car donnant sur la rue. Ce n'était pas pour lui déplaire, puisqu'elle aimait la vie, le peuple parisien, et était détachée sur beaucoup de sujets de l'hypnose collective du Grand Siècle. 
Son appartement disposait d'une antichambre, située après l'antichambre centrale du côté de la cour. Puis une deuxième antichambre suivait, qui deviendra une somptueuse chambre à colonnes du temps du Régent. Ensuite se trouvait la petite galerie, toute dorée. On arrivait sur la rue où se trouvait la chambre de Madame, où elle passait beaucoup de temps, et à côté son grand cabinet tout en longueur. Un ou deux petits cabinets étaient placés derrière, éclairés par la petite cour des cuisines.

### L'âge d'or du Palais-Royal: la Régence

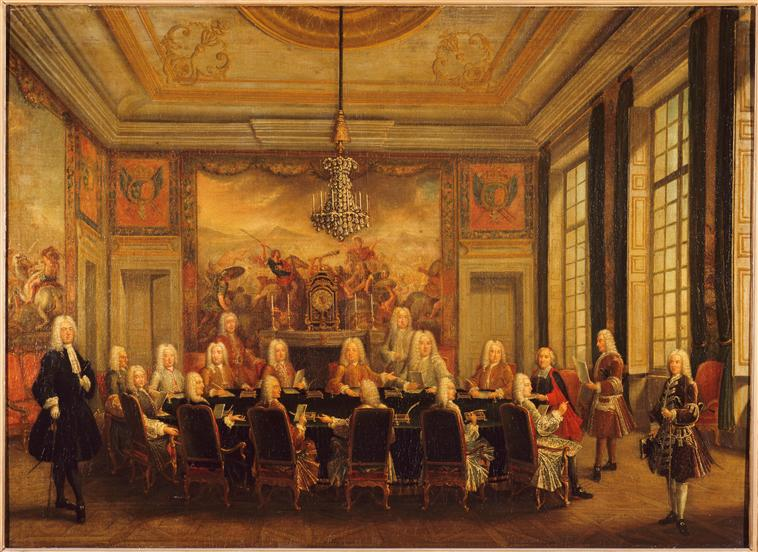
Conseil du Régent au Palais-Royal. Les murs sont tendus de tapisseries des Gobelins et on distingue les armoiries des Orléans au-dessus des portes. La pièce semble bien correspondre à la deuxième antichambre de l'inventaire de Monsieur en 1701.

La Régence est l’âge d’or du Palais-Royal qui devient de 1715 à 1723 le cœur de la vie politique et artistique et supplante alors Versailles. Le régent Philippe d’Orléans, neveu de Louis XIV, y réside et fait transformer le palais par son premier architecte, Oppenord, l’un des principaux créateurs du style rocaille.

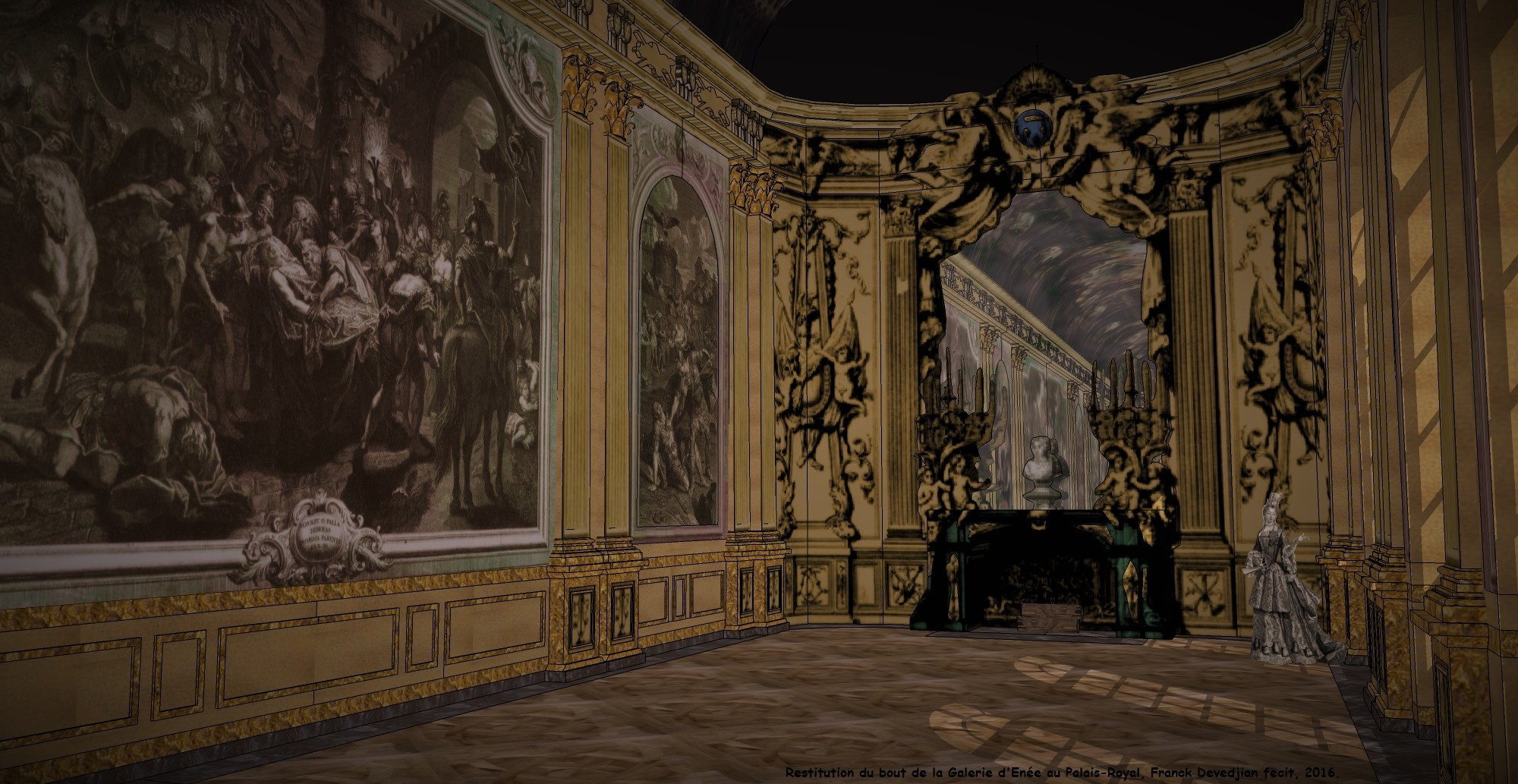
Restitution du bout de la galerie d’Énée au Palais-Royal.(voir aussi le clip vidéo)

Le palais comprend alors le grand appartement, avec salle à manger, chambre de parade, grand cabinet où sont reçus les ambassadeurs, les petits appartements du Régent, les appartements de la duchesse d’Orléans. La galerie d’Énée, peinte par Antoine Coypel, avec quatorze grandes compositions correspondant à des scènes de l’Énéide, est considérée comme une des principales curiosités de la capitale.
Mécène et grand collectionneur, le Régent rassemble au Palais-Royal la plus importante collection de peintures après celle du roi, plus de cinq cents œuvres de peintres illustres (la collection sera vendue en 1788 par le futur Philippe-Égalité).
Daterait de cette époque la Nature morte au trophée de gibier, fruits et perroquet sur fond de niche (1716) dans un cadre en bois sculpté et doré d'époque, par Alexandre-François Desportes, présentée dans une vente publique à Bordeaux le 28 mars 2020.
Fêtes officielles et soupers galants se succèdent au Palais-Royal. L’Opéra est alors situé dans une salle du palais. Des bals, publics mais avec un droit d’entrée élevé, y sont donnés l’hiver, trois fois par semaine. Le Régent s’y divertit incognito, le port obligatoire du masque favorisant la confusion des rangs. C’est, selon Saint-Simon, une des raisons du maintien de sa résidence à Paris : « M. le duc d’Orléans n’avait qu’un pas à faire pour y aller au sortir de ses soupers et pour s’y montrer souvent en un état peu convenable. » Saint-Simon aurait voulu « éloigner M. le duc d’Orléans des pernicieuses compagnies avec qui il soupait tous les soirs, de l’état auquel il se montrait souvent aux bals de l’Opéra et du temps qu’il perdait après toutes les représentations de ces spectacles. Mais c’est précisément ce qui l’attachait au séjour de Paris duquel il n’y eut pas moyen de le tirer. ». Afin de fournir l'eau nécessaire à l'extinction d'éventuels incendies, le château d'eau du Palais-Royal est construit entre 1714 et 1719 sur la place du Palais-Royal.

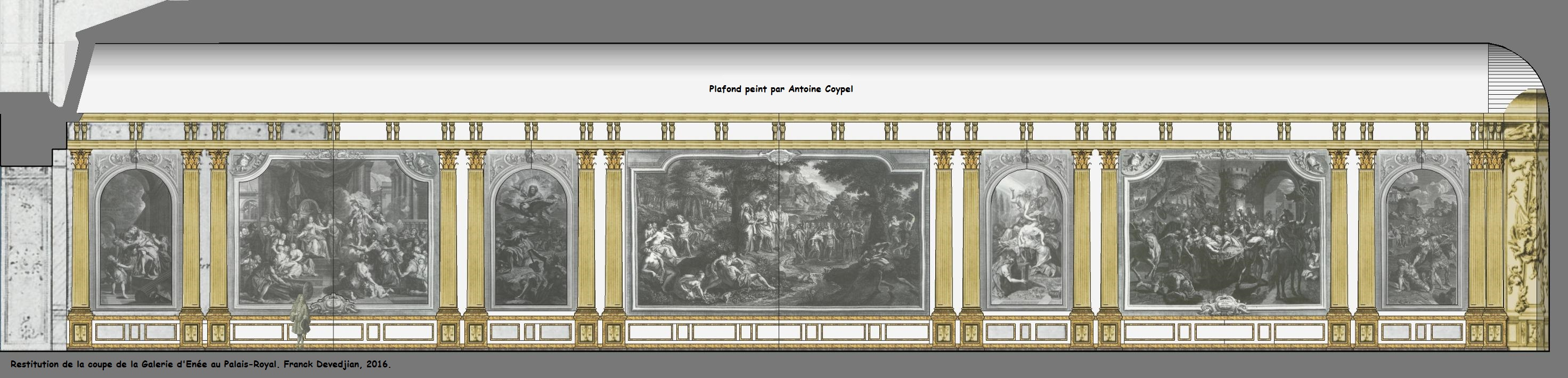
Restitution de la coupe de la galerie d’Énée au Palais-Royal.

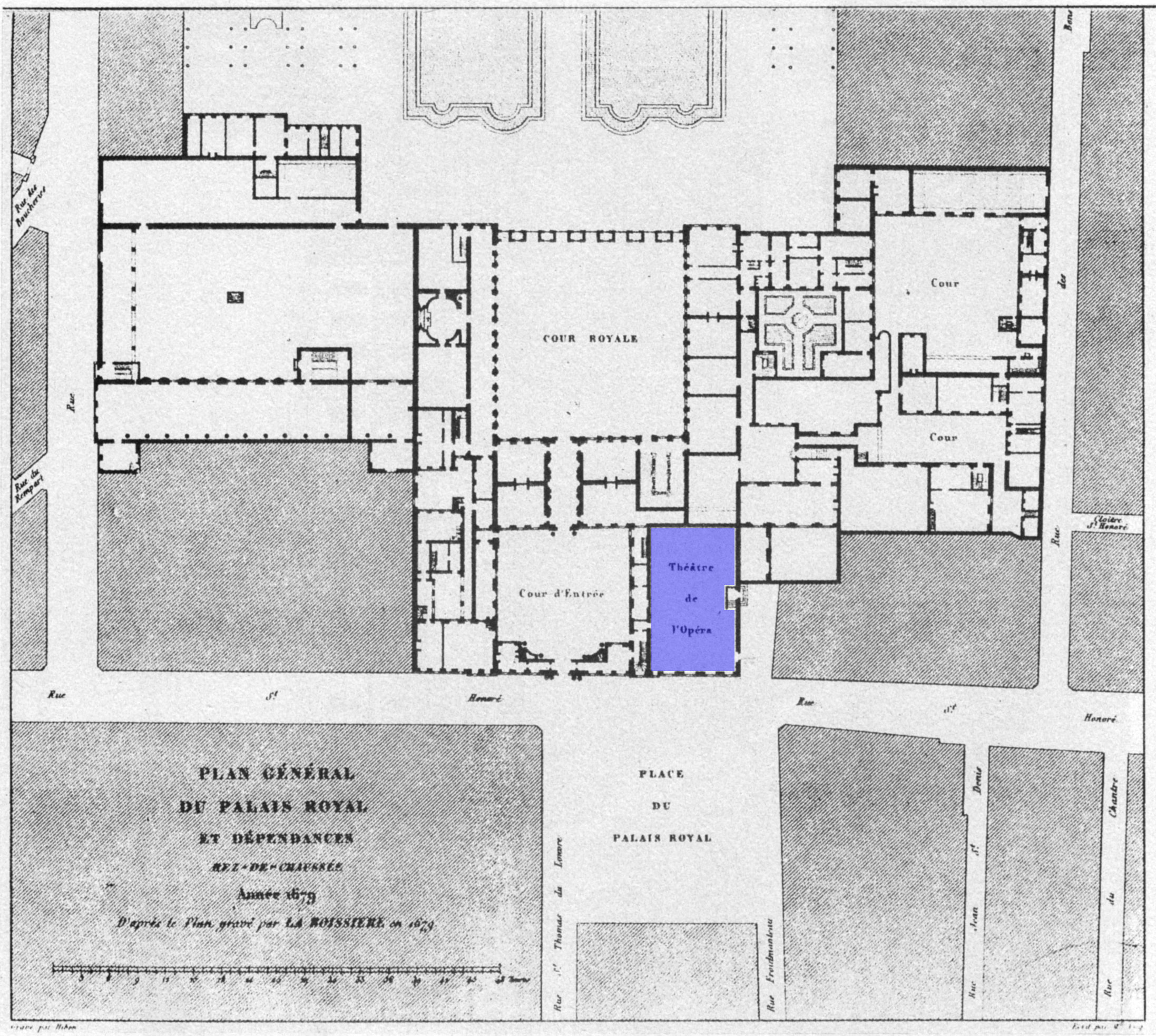
Le Palais-Royal vers 1679.

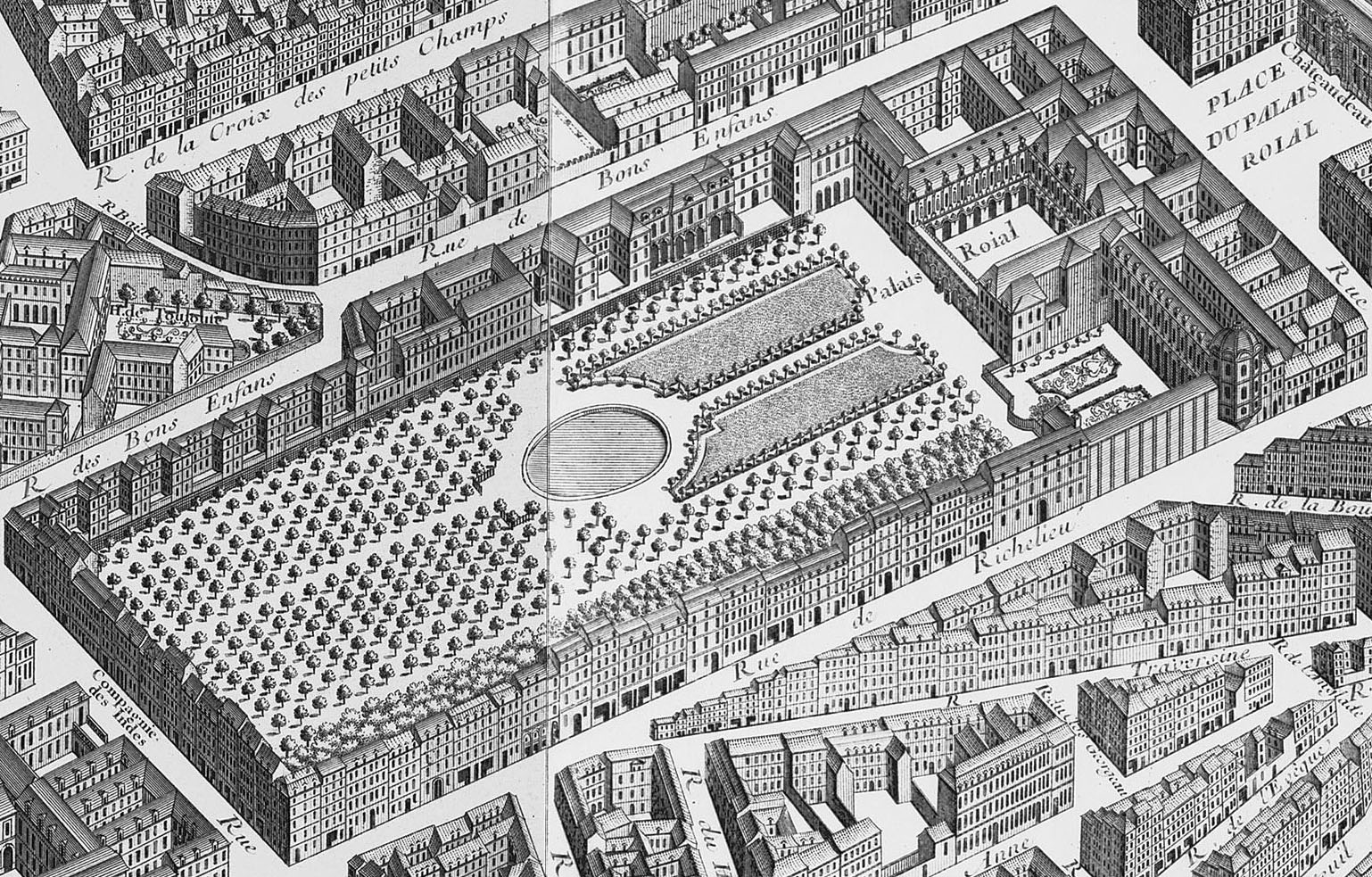
Le Palais-Royal sur le plan de Turgot en 1735.

À la mort du Régent, le palais sombre dans une semi-léthargie. Les seuls travaux effectués par son fils concernent les jardins restaurés par le neveu de Le Nôtre. Les jardins sont alors ouverts au public et attirent une foule de promeneurs. C'est dans les jardins que débute Le Neveu de Rameau :

« Qu’il fasse beau, qu’il fasse laid, c’est mon habitude d’aller sur les cinq heures du soir me promener au Palais-Royal. C'est moi qu'on voit toujours seul, rêvant sur le banc d'Argenson […] J'abandonne mon esprit à tout son libertinage. Je le laisse maître de suivre la première idée sage ou folle qui se présente, comme on voit dans l'allée de Foy nos jeunes dissolus marcher sur les pas d'une courtisane à l'air éventé, au visage riant, à l'œil vif, au nez retroussé, quitter celle-ci pour une autre, les attaquant toutes et ne s'attachant à aucune. Mes pensées, ce sont mes catins. (Diderot, 1760) »

L’apanage d’Orléans étant fermé à la police royale, différentes activités illicites se déroulent dans les jardins : galanterie et agitation politique qui annoncent la vocation du Palais-Royal.

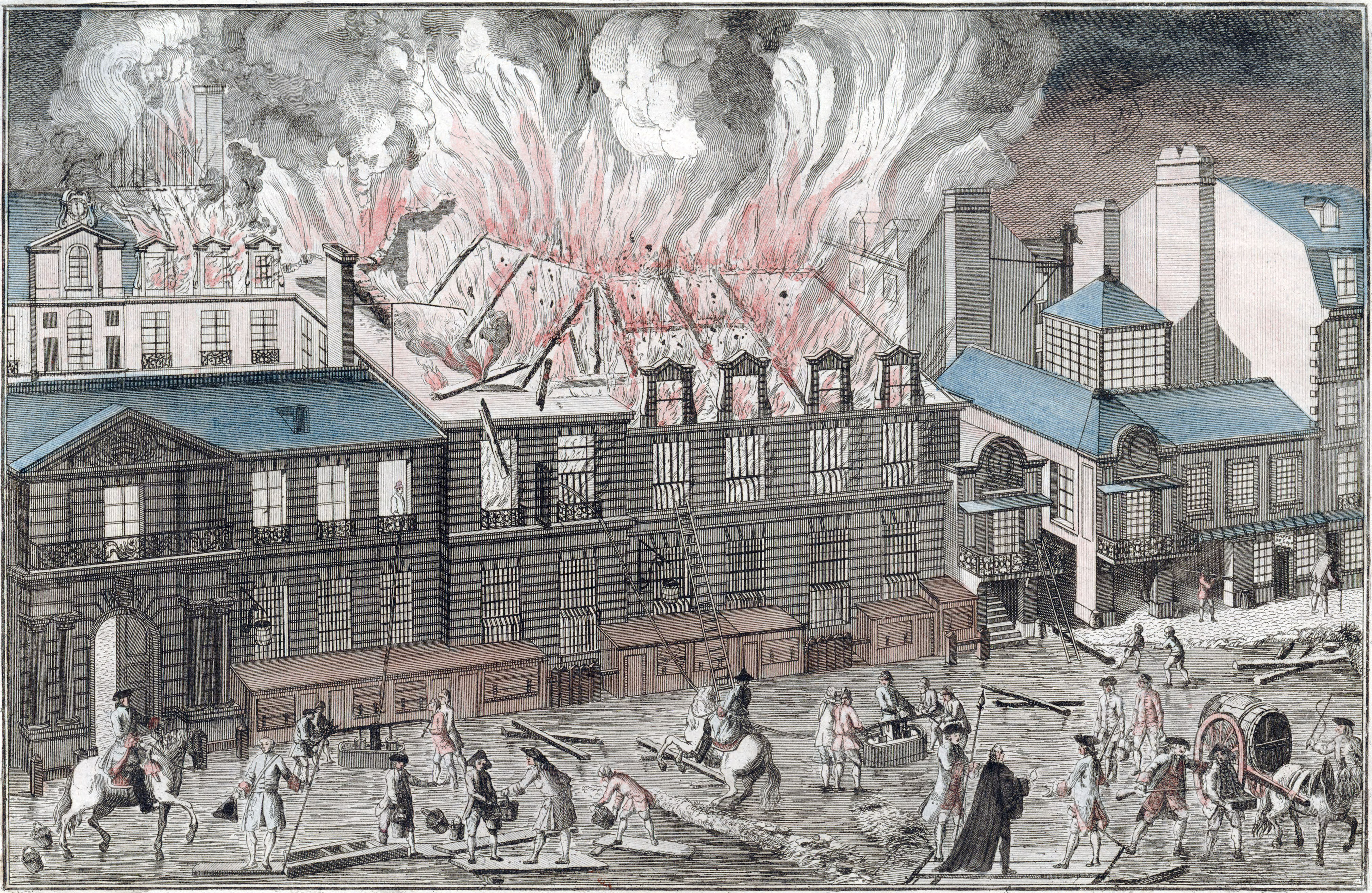
L'incendie de l'Opéra en 1763.

L'Opéra, où Servandoni conçoit les décors des opéras et des bals, constitue le lieu de rencontre de toute la haute société. Il brûle en 1763, l’incendie endommageant une partie du palais. Sous la pression du duc d'Orléans, le roi ordonne sa reconstruction au même endroit. Ce nouvel Opéra inauguré en 1770 et où seront créés les chefs-d’œuvre de Gluck, brûlera à nouveau le 8 juin 1781. Ce sera alors la fin de la présence de l’Opéra au Palais-Royal.

### La grande opération immobilière du duc de Chartres

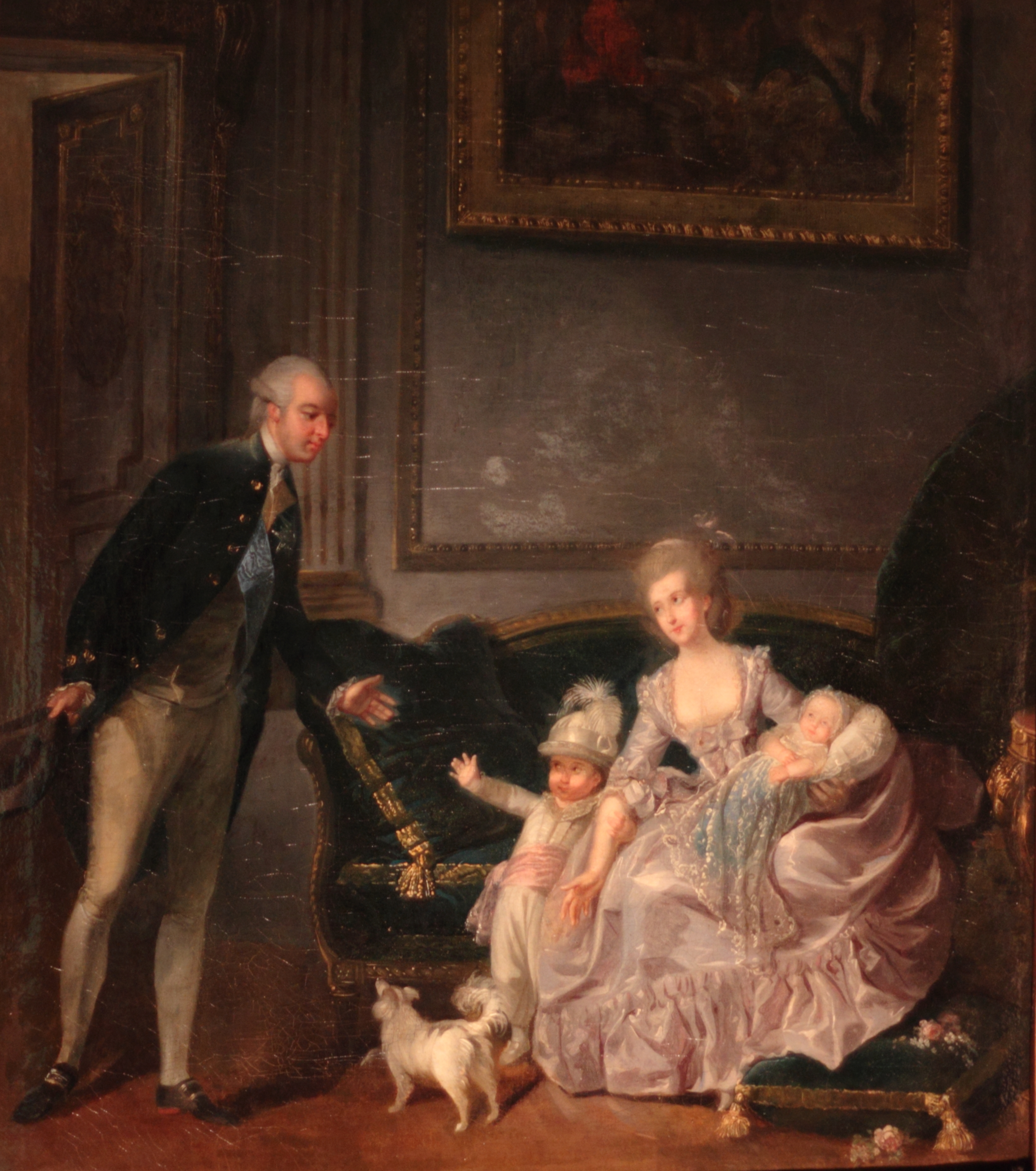
Le duc de Chartres et sa famille.

L’année 1780 marque un tournant dans l’histoire du Palais-Royal, qui va prendre l’aspect qu’il a conservé jusqu’à nos jours.
L'arrière-petit-fils du Régent, Philippe d’Orléans, duc de Chartres (qui sera duc d’Orléans à la mort de son père en 1785, et « Philippe Égalité » pendant la Révolution), reçoit l’entière propriété du Palais-Royal. Très endetté, il s’engage sur la voie de la spéculation immobilière. Son idée est de lotir sur le pourtour du jardin, de louer les rez-de-chaussée à des commerçants et de faire du Palais-Royal le pôle d’attraction de tout Paris. Les nouveaux bâtiments ouvriront sur plusieurs nouvelles rues dédiées aux garçons du duc, la rue de Montpensier à l'ouest du jardin, la rue de Beaujolais au nord et la rue de Valois à l'est.
Il obtient l’autorisation de son cousin Louis XVI en juin 1781. Les 72 propriétaires des maisons qui avaient vue sur le jardin protestent, sans effet. Le duc choisit comme architecte Victor Louis qui vient d’achever le théâtre de Bordeaux.

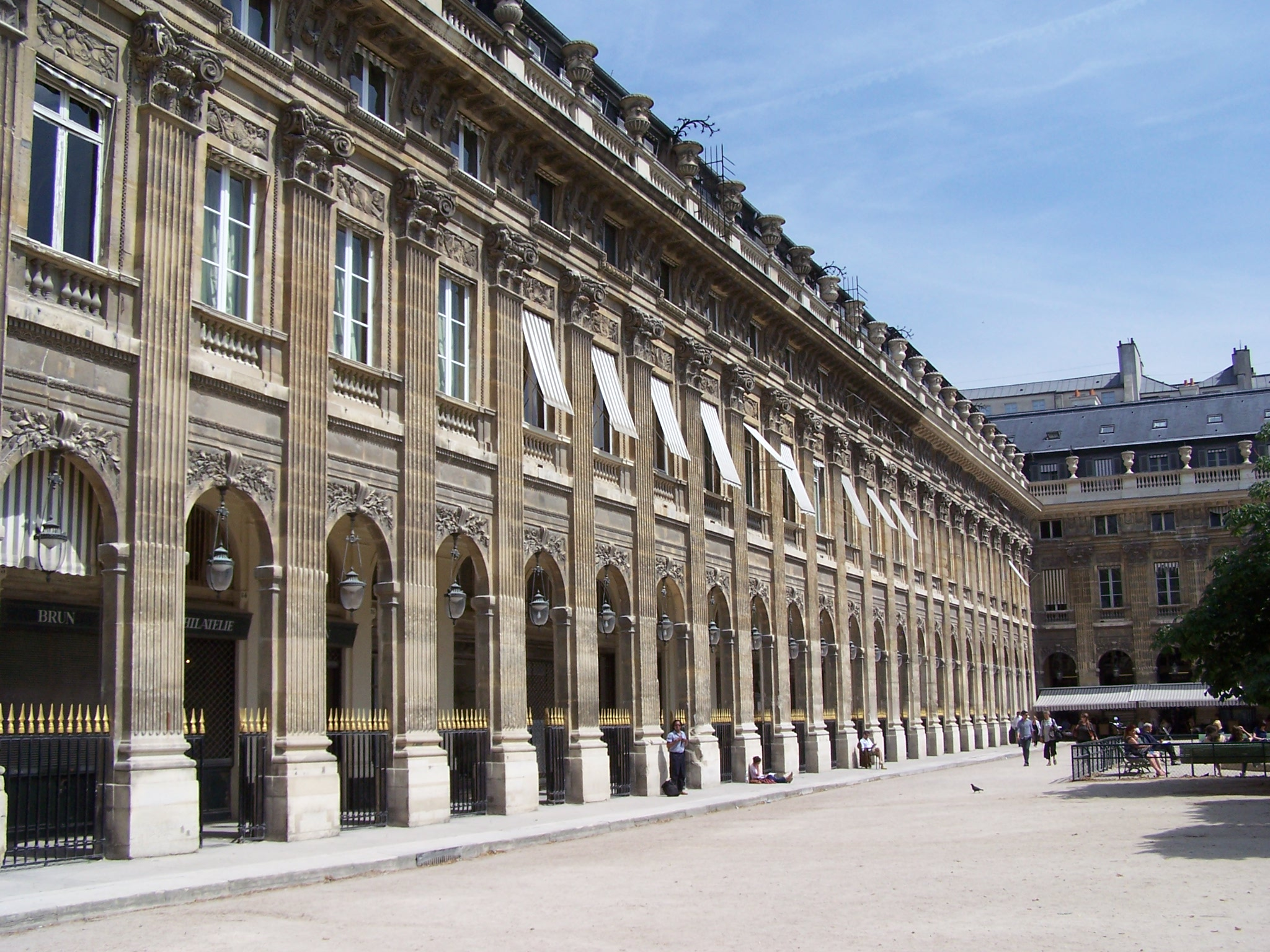
La façade uniforme de la Galerie du Beaujolais, au nord du jardin.

Sur la façade du jardin, Victor Louis aligne 180 arcades séparées par des pilastres d'ordre composite et éclairées par 188 réverbères suspendus sous le cintre des arcades. Chaque maison comprend un rez-de-chaussée et un entresol donnant en retrait sur la galerie, un étage noble, un second plus réduit. Le troisième étage et les combles destinés aux domestiques sont à demi cachés par une balustrade supportant des vases.
Le duc, persuadé de la nécessité d’une salle de spectacle dans l’enceinte de son palais (il avait échoué à faire reconstruire une nouvelle salle d’Opéra par la Ville de Paris au lendemain de l’incendie de 1781) fait appel à Victor Louis pour construire de 1786 à 1790 la salle Richelieu (actuelle Comédie-Française) à l’angle sud-ouest de son terrain. Ce dernier avait déjà conçu à l’extrémité nord de la galerie Montpensier une petite salle de spectacle (destinée aux marionnettes d’un des fils du duc) qui allait devenir le futur théâtre Montansier puis théâtre du Palais-Royal.

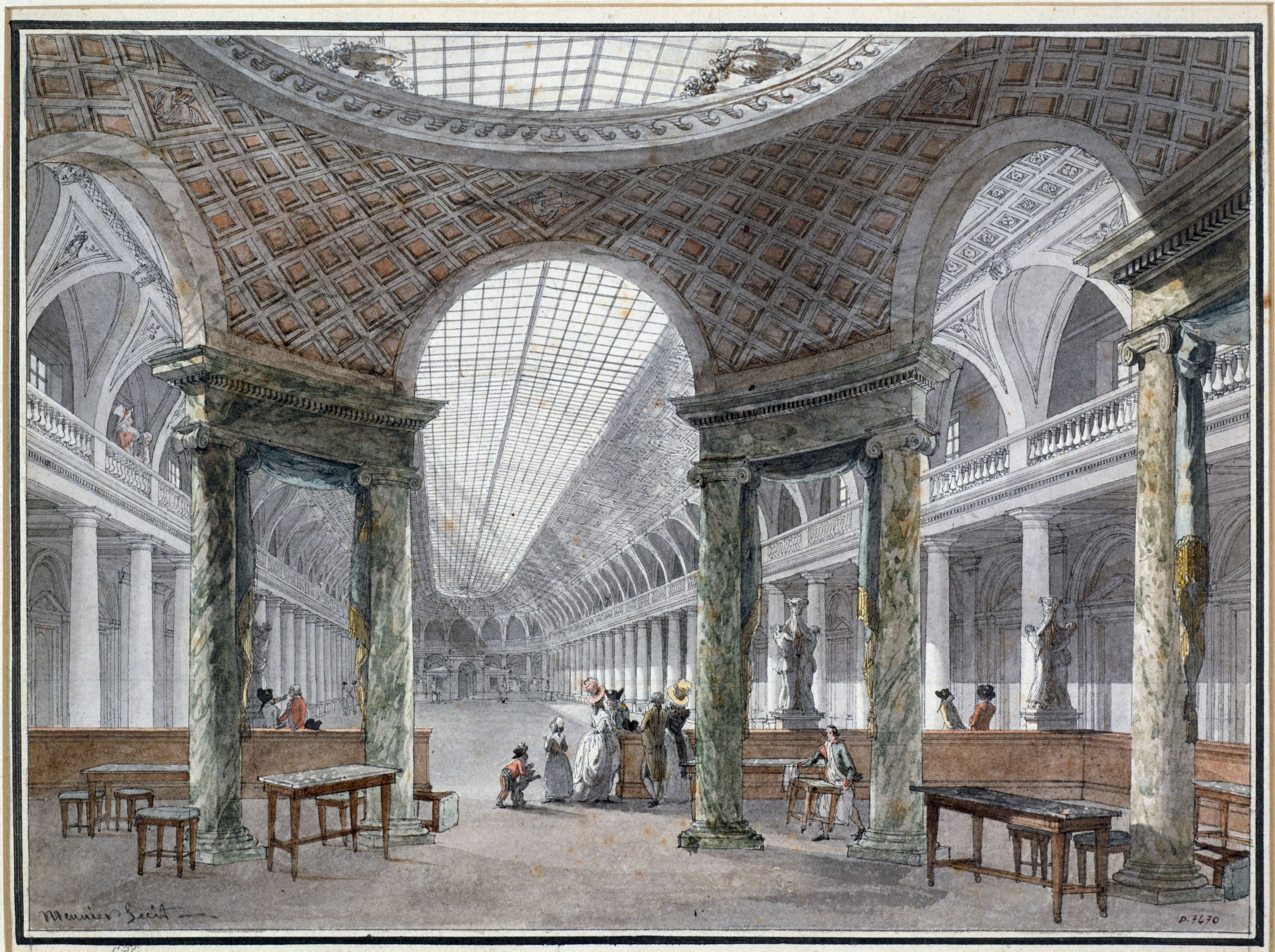
Intérieur du Cirque du Palais-Royal en 1788.

Débordant d’idées pour attirer le public, le duc fait aussi construire, en 1787, le cirque du Palais-Royal au centre du jardin pour organiser des courses de chevaux. Victor Louis réalise un édifice de 72 colonnes ioniques, revêtu de treillage, de 100 m de long sur 16,50 m de large, en partie enterré (4,30 m) pour ne pas obstruer la vue sur les galeries. 40 boutiques sont complètement enterrées annonçant nos centres commerciaux d'aujourd'hui. Le monument enthousiasme les contemporains. « Le cirque est le monument d’architecture le plus beau, le plus gracieux, le plus original si on ose le dire qui existe à Paris. C’est une création souterraine formée d’un coup de baguette magique. », écrit Louis Sébastien Mercier en 1789. Mais les problèmes financiers obligent le duc à le louer. On y installe un salon de thé et un orchestre. Il est détruit par un incendie fin 1798.
Le duc de Chartres avait transformé Paris. Le Palais-Royal devenait le centre du commerce et des plaisirs de la capitale. 180 boutiques attiraient une foule considérable. Dans le jardin, trois rangées de chaises étaient disposées à l’intention des promeneurs. On pouvait s’attabler aux cafés pour boire.
Sur le plan financier, l’entreprise coûtait beaucoup plus que prévu. Comme les fonds manquaient, le duc obtint du roi en 1784 l’autorisation de vendre les bâtiments construits, en principe inaliénables. Ce ne fut pas suffisant. Il dut vendre le château de Saint-Cloud à la reine et disperser les collections de peinture du Régent. La Révolution l’empêcha de tirer les bénéfices de son opération.
Un quatrième côté du quadrilatère devait achever le palais proprement dit. Faute d’argent, on y éleva en 1785 des boutiques en bois décorées en trompe-l'œil qui furent louées à des marchands. On appela cette galerie de bois le Camp des Tartares.

### Le Palais-Royal de la Révolution à la Restauration

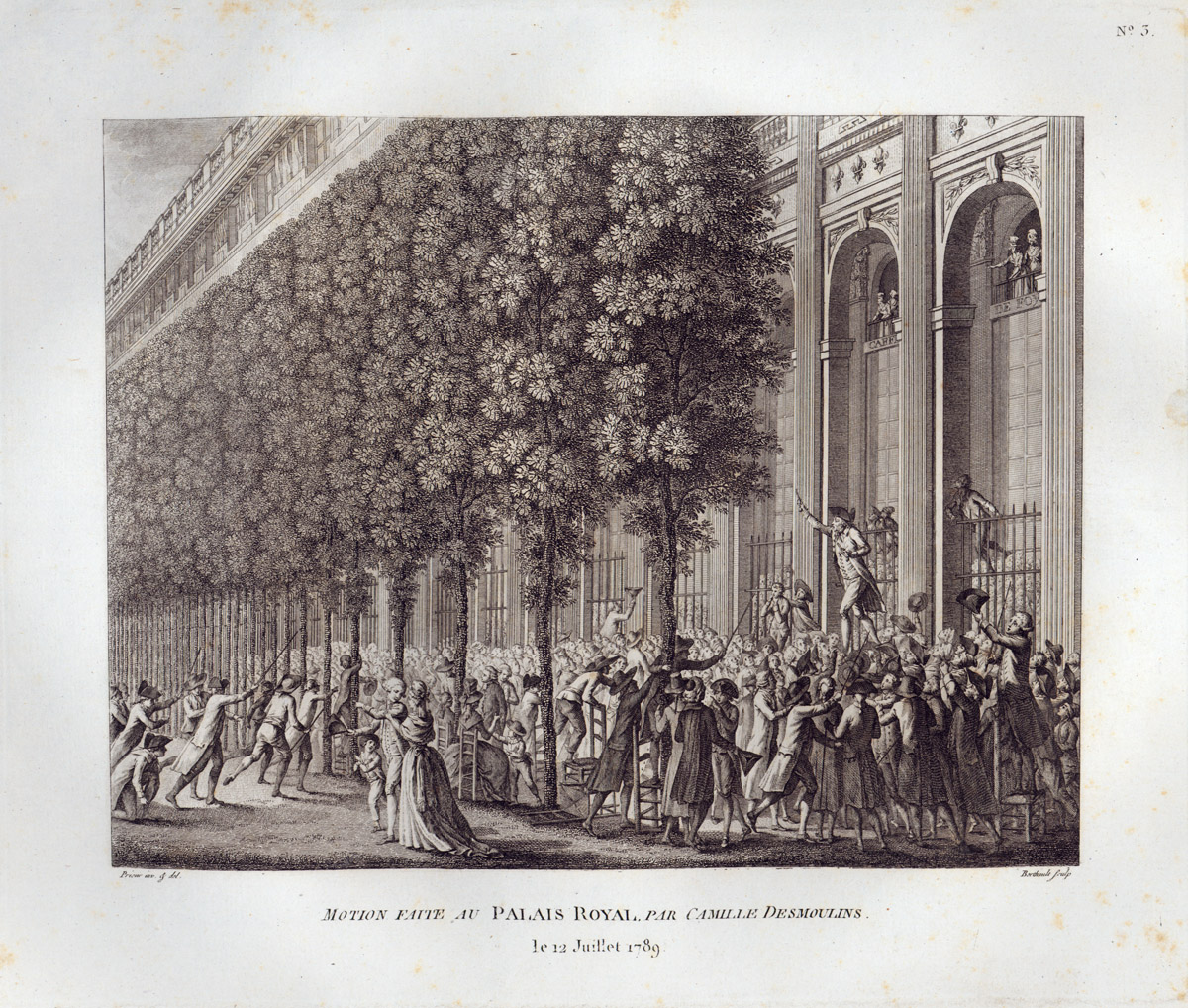
Camille Desmoulins haranguant la foule.

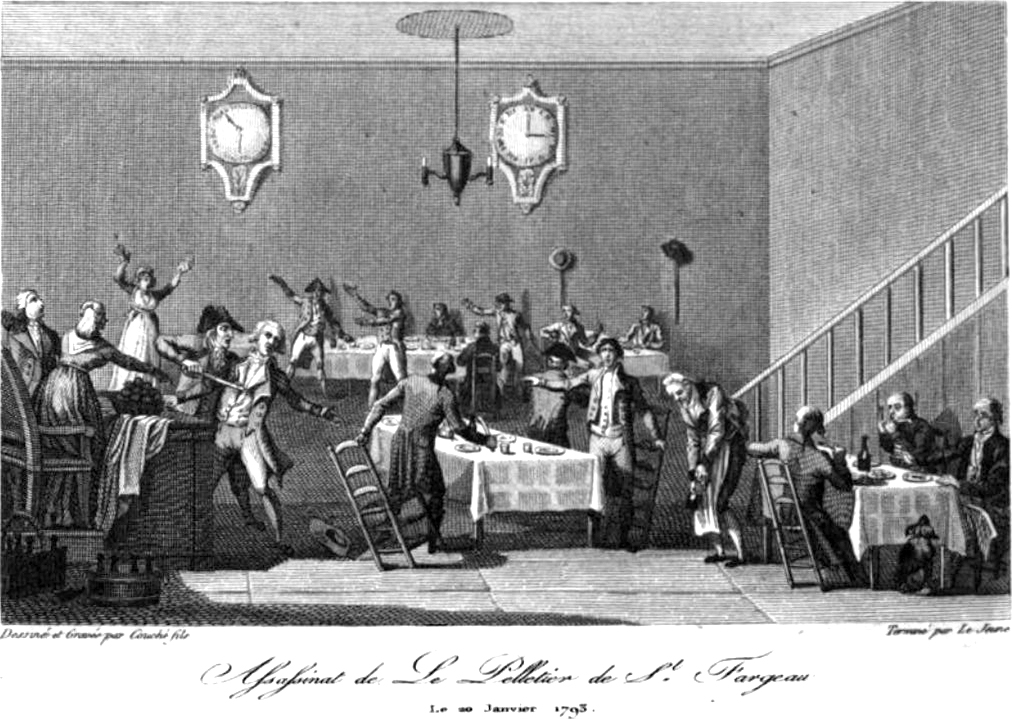
Assassinat de Le Peletier de Saint-Fargeau.

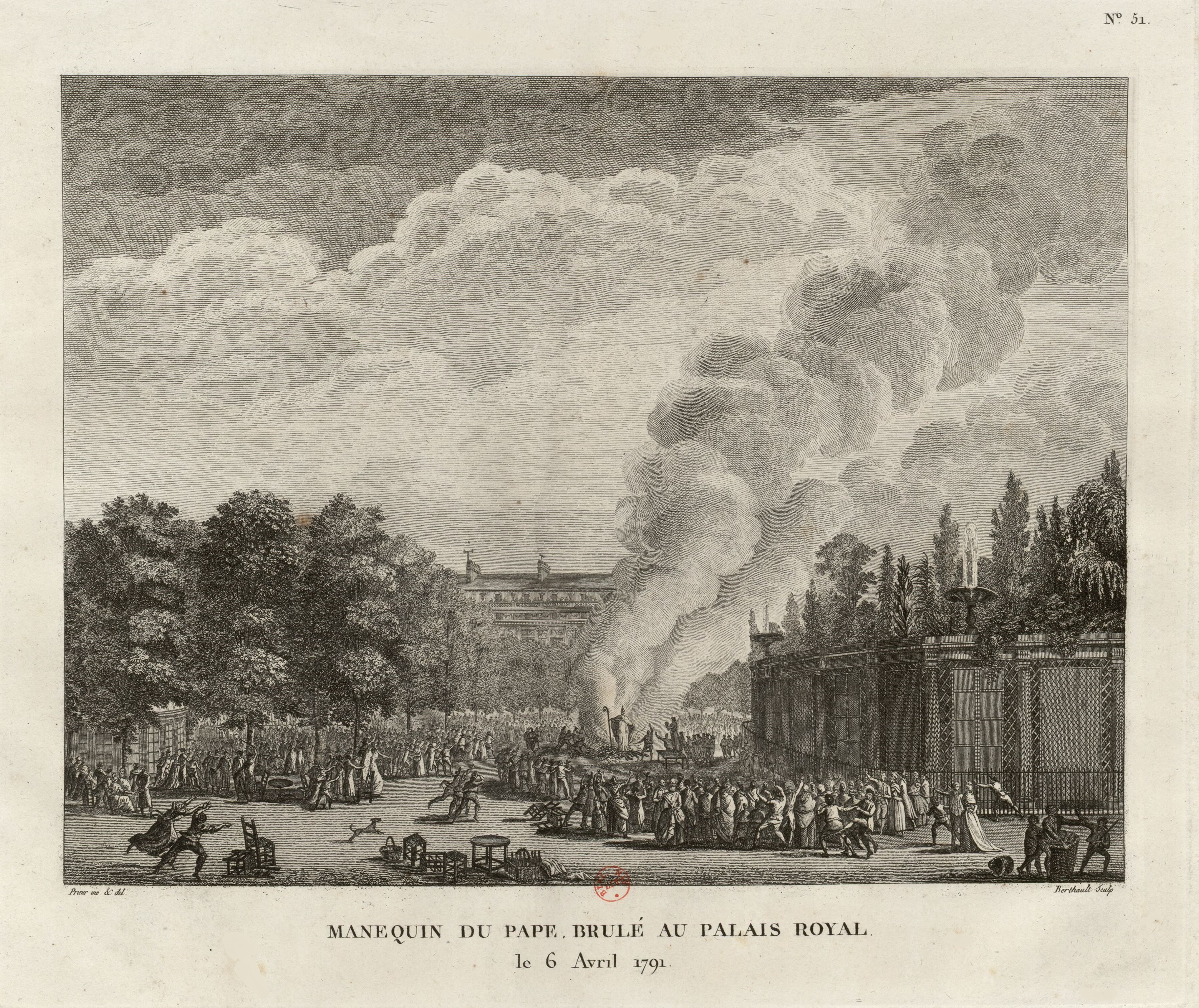
Le pape brûlé en effigie.

Plusieurs épisodes de la Révolution française ont eu pour cadre le Palais-Royal. Les deux plus célèbres sont :
- L’épisode du 12 juillet 1789, où Camille Desmoulins ayant appris le renvoi de Necker appelle les Parisiens à l’insurrection. Un dessin de Prieur le représente haranguant la foule qui prend comme signe de ralliement les feuilles des arbres du jardin, portées comme cocardes. Les bustes de Necker et du duc d’Orléans (très populaire en raison de ses prises de position libérales) sont sortis du cabinet de figures que Curtius possédait au Palais Royal pour être promenés dans le jardin et dans Paris. La cavalerie charge la foule place Louis XV et la réaction défensive des Parisiens sera la prise de la Bastille.
- L’épisode du 20 janvier 1793, où le député montagnard Lepeletier de Saint-Fargeau, qui avait voté la mort du roi, est assassiné par un royaliste dans une des salles du restaurateur Février installé au Palais-Égalité, galerie de Valois, n° 114-118. Il devint l’un des martyrs de la Révolution avec Marat et Chalier.

D’autres épisodes peuvent être cités, en particulier en 1789, où l’agitation devint très vive dans ce lieu le plus couru de Paris : le 30 juin, des Gardes Françaises qui avaient refusé de « tourner leurs armes contre le peuple » sont libérées par un groupe parti du café Foy, et amenées en triomphe au Palais-Royal ; le 8 juillet, le supplice d’un espion de la police ; enfin le 22 juillet, la tête de Foullon promenée dans le jardin.
Sur un autre épisode dessiné par Prieur, où le pape est brûlé en effigie dans le jardin le 4 mai 1791 après son refus d’avaliser la constitution civile du clergé, on peut voir une intéressante reproduction du cirque portant sur son toit un jardin suspendu.
Après la chute de la royauté (journée du 10 août 1792), le duc d’Orléans prend le nom d’Égalité et le Palais-Royal devient le Palais-Égalité. Le 2 avril 1793, le duc est arrêté dans ses appartements avec son plus jeune fils.

Prostitution au Palais-Royal sous le Directoire. Gravure de Claude-Louis Desrais.

Le 6 novembre, le jour de l'exécution de Philippe-Égalité, le palais est réuni au domaine de l’État. La cour d’honneur est concédée par morceaux à des restaurateurs et des tenanciers. Malgré Robespierre, plutôt porté à l’« assainissement », le jeu et la prostitution continuent, justifiant le mot de Michelet : « la vie, la mort, le plaisir rapide, grossier, violent, le plaisir exterminateur : voilà le Palais-Royal de 93. »
Après la chute de Robespierre, le Palais-Égalité devient un foyer d’opposition à la Convention. Le Directoire souhaite la vente du palais proprement dit, mais le Conseil des Cinq-Cents refuse l’aliénation : le mobilier est vendu, mais le palais est loué. Les intérieurs sont altérés par les locataires qui le cloisonnent et dépècent les décors.
Le Cirque brûle le 15 décembre 1798.
En 1800, Napoléon Bonaparte installe dans le palais le Tribunat, assemblée législative créé par la Constitution de l'an VIII (dissous en 1807). Puis la bourse s’installe jusqu’en 1816 au rez-de-chaussée du bâtiment central donnant sur la cour d’honneur. Napoléon s’intéresse peu au Palais-Royal. De nombreux projets (tribunal de commerce, état-major de la place de Paris, palais des fêtes, palais des Beaux-Arts, habitation pour un prince) lui seront proposés sous l’Empire, mais aucun n’aboutira, faute de volonté et de moyens.
- Le palais fut restitué au fils de Philippe Égalité, futur roi Louis-Philippe, en 1814. La réhabilitation du palais, entreprise par Fontaine, l'architecte de confiance de Napoléon, dura dix-huit ans et coûta d’énormes dépenses. À l’intérieur fut aménagée une suite d’appartements prestigieux pour le duc et sa nombreuse famille (huit enfants) et un grand nombre d’appartements de moindre ampleur pour le personnel de la cour. Comme ses prédécesseurs, Louis-Philippe se constitua, le long de la Cour de Nemours et du Théâtre français, une galerie de tableaux (75 m de long — 414 tableaux recensés en 1824).

À l’extérieur furent construits :
- La cour de Nemours (aujourd’hui, transformée et agrandie, place Colette) entourée de portiques formant galerie couverte et communiquant avec la cour d’honneur par un passage voûté. Ses deux branches étaient égales et allaient jusqu’à la rue Saint-Honoré. Le passage voûté et l'une des branches subsistent toujours.
- Le péristyle et le pavillon Montpensier.
- Le pavillon de Valois.

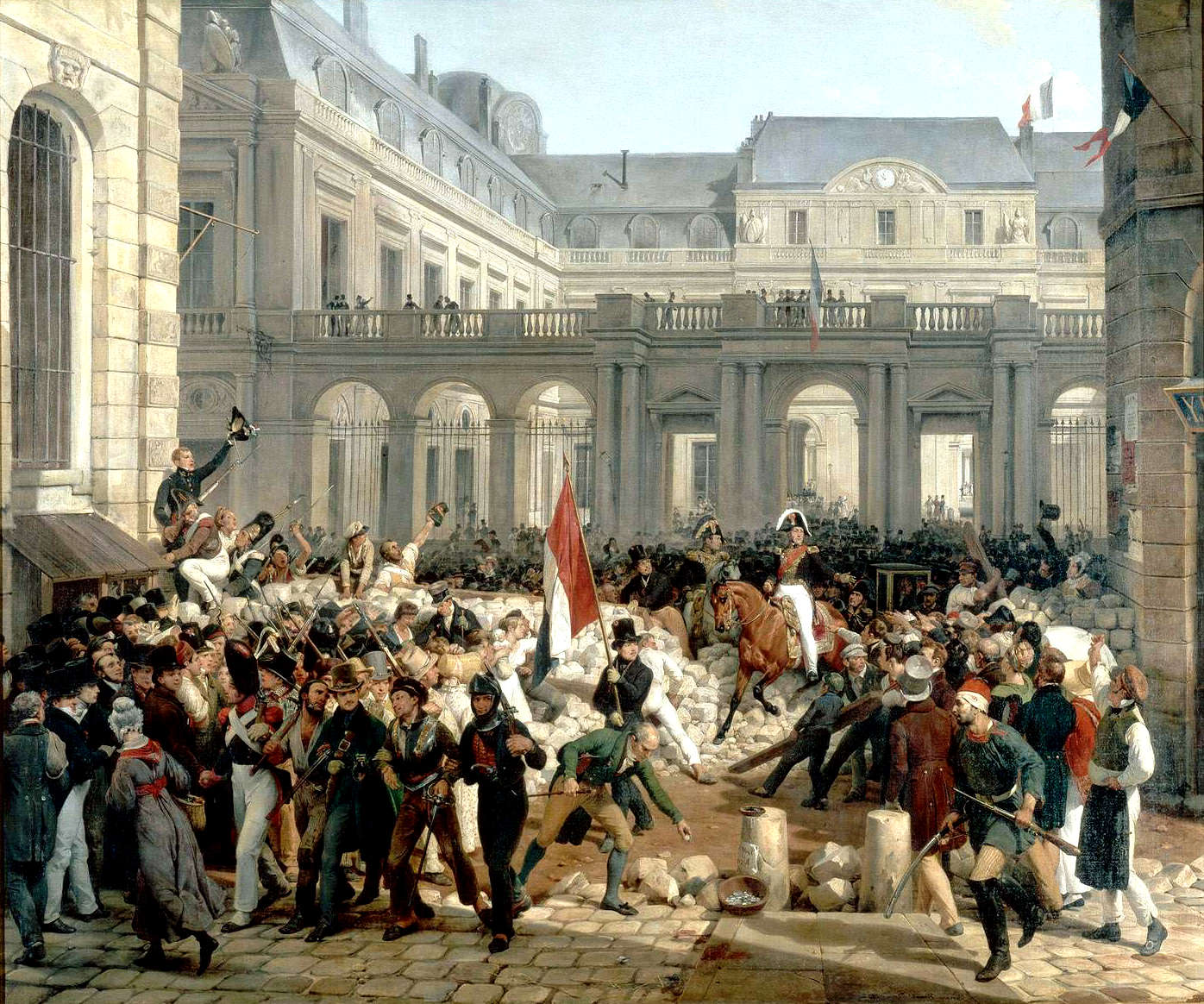
Le duc d'Orléans quitte le Palais-Royal pour se rendre à l'Hôtel de Ville, 31 juillet 1830
Horace Vernet, 1832
Château de Versailles

- En 1827, la magnifique galerie d'Orléans à l'emplacement de la vétuste galerie de Bois, ancien Camp des Tartares, qui venait d’être détruite par un incendie. Achevée en 1829, elle présentait côté cour et côté jardin une ordonnance uniforme de colonnes doriques supportant une plate-bande horizontale, formant ainsi deux promenades couvertes. La partie centrale était occupée par une verrière combinant le fer et le verre d'une longueur de 70 m pour une portée de 8,50 m. Les 40 nouvelles boutiques avaient une vitrine sur le passage et une ouvrant sur l'extérieur. C’était la plus large et la plus lumineuse des galeries commerciales de l’époque.

Dans ce palais en perpétuel chantier, le duc d’Orléans menait une existence assez tranquille, avec une étiquette réduite. La fête la plus brillante fut donnée le 31 mai 1830 par le duc pour son beau-frère le roi de Naples quelques semaines avant la chute de Charles X. Le 1er octobre 1831, le nouveau roi quittait à regret le Palais-Royal pour les Tuileries. Pendant seize ans (1832-1848) le palais, dont la restauration venait à peine de s’achever, resta vide.

Travaux du duc d'Orléans
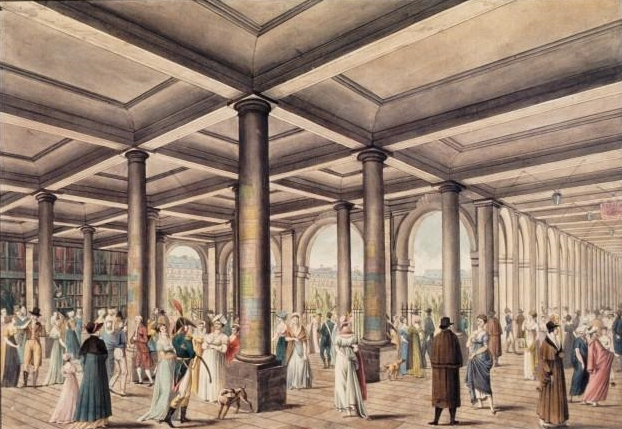
Le Palais-Royal en 1800
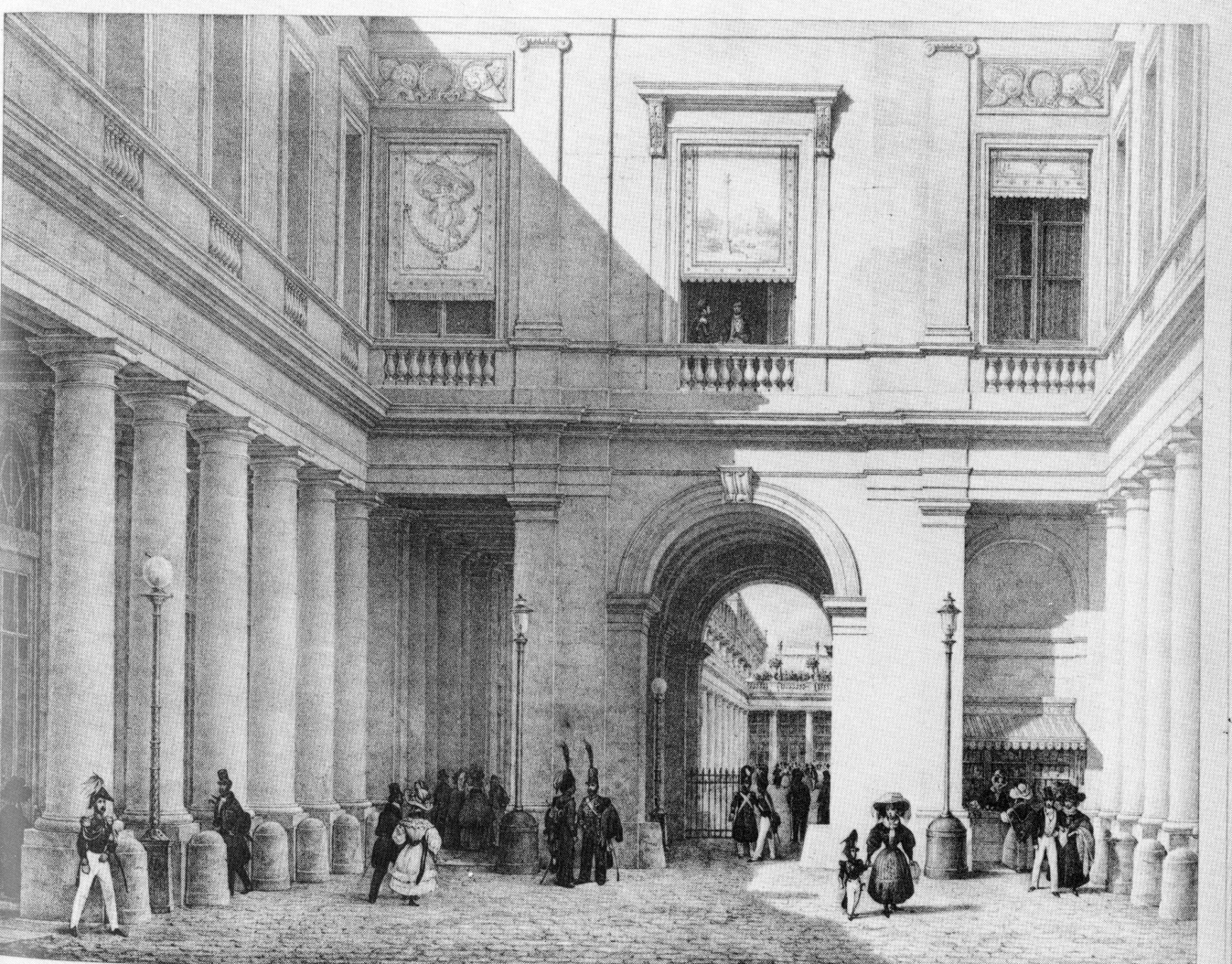
La cour de Nemours vers 1840
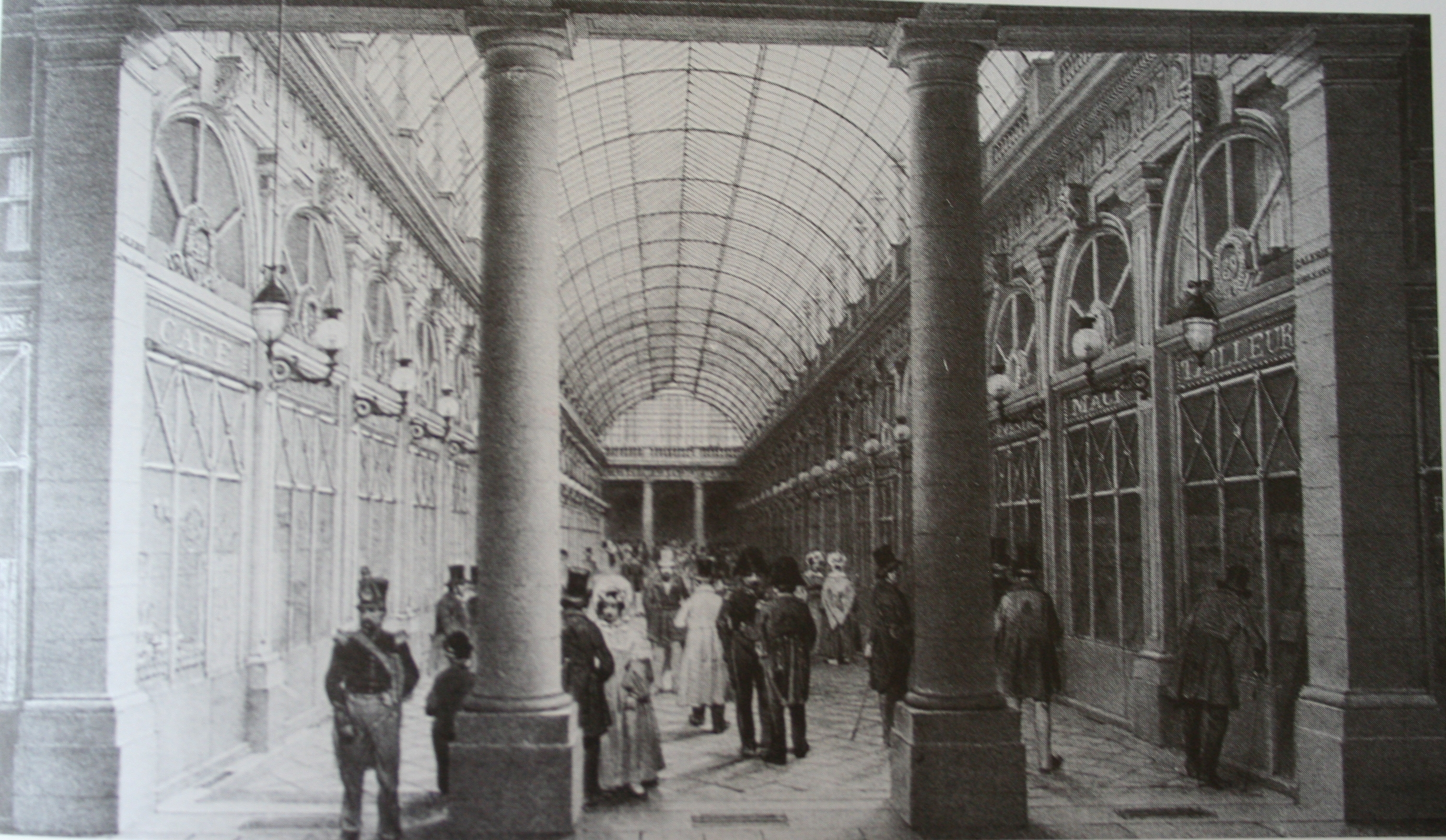
La galerie d'Orléans vers 1840

### Les années folles du Palais-Royal (1780-1830)

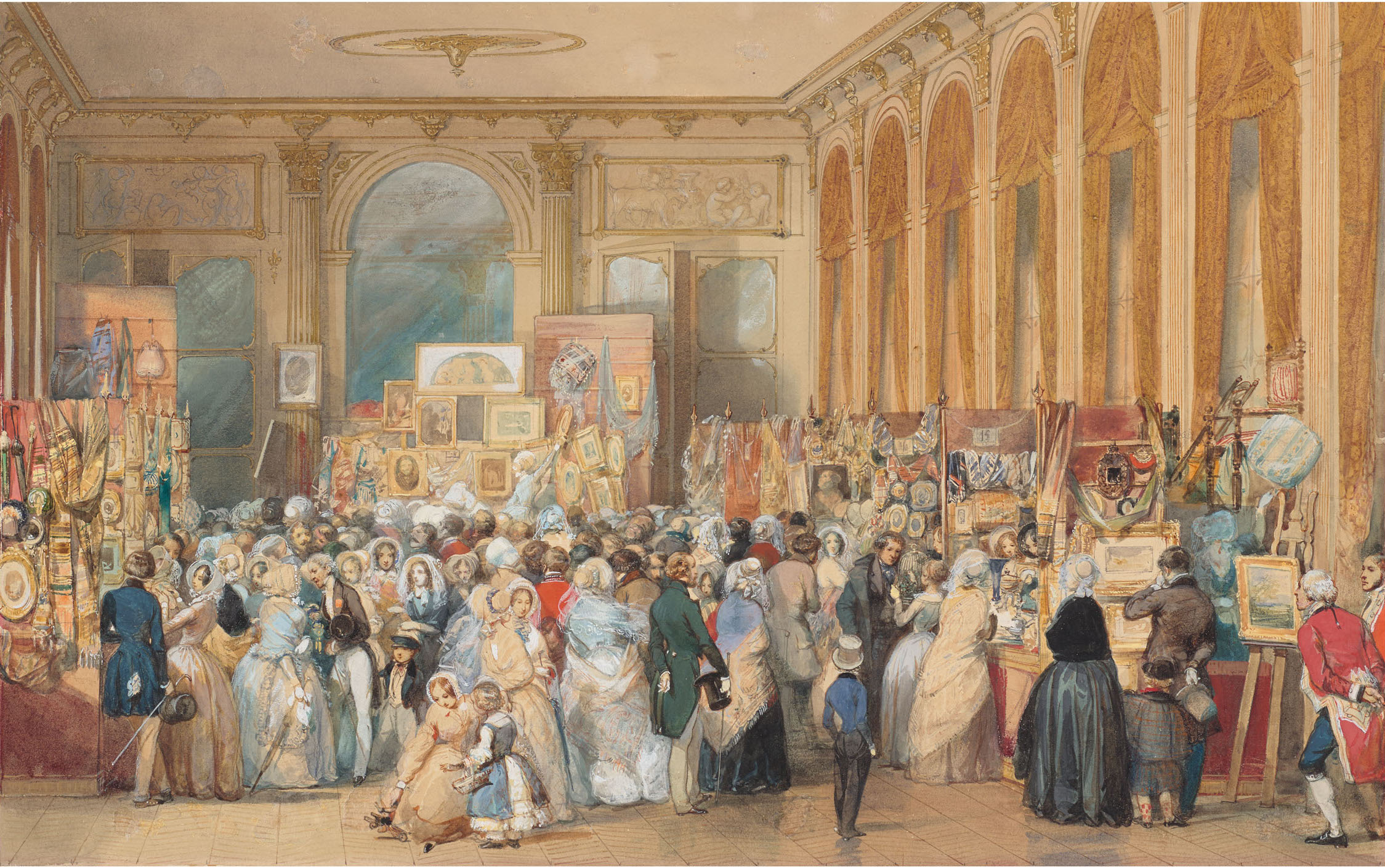
Eugène Lami, Vente de charité pour les victimes de Guadeloupe dans le Grand Salon du Palais Royal à Paris, 1843.

« Tout ce qu’il est possible de trouver à Paris est au Palais-Royal » (l’historien russe Nikolaï Karamzine en 1790), « Paris est la capitale de la France, le Palais-Royal est la capitale de Paris. » (Lamothe-Langon, La Province à Paris, 1825). Le Palais-Royal est l’étape obligatoire des étrangers et des provinciaux. Là, en effet, se trouve rassemblé dans un lieu clos, ne communiquant avec l’extérieur que par des galeries ou des péristyles donnant, au moins de trois côtés, sur des rues étroites, tout ce que la capitale peut offrir en fait de luxe et de plaisirs. Les distractions voisinent avec les commerces les plus variés :
- Les spectacles :

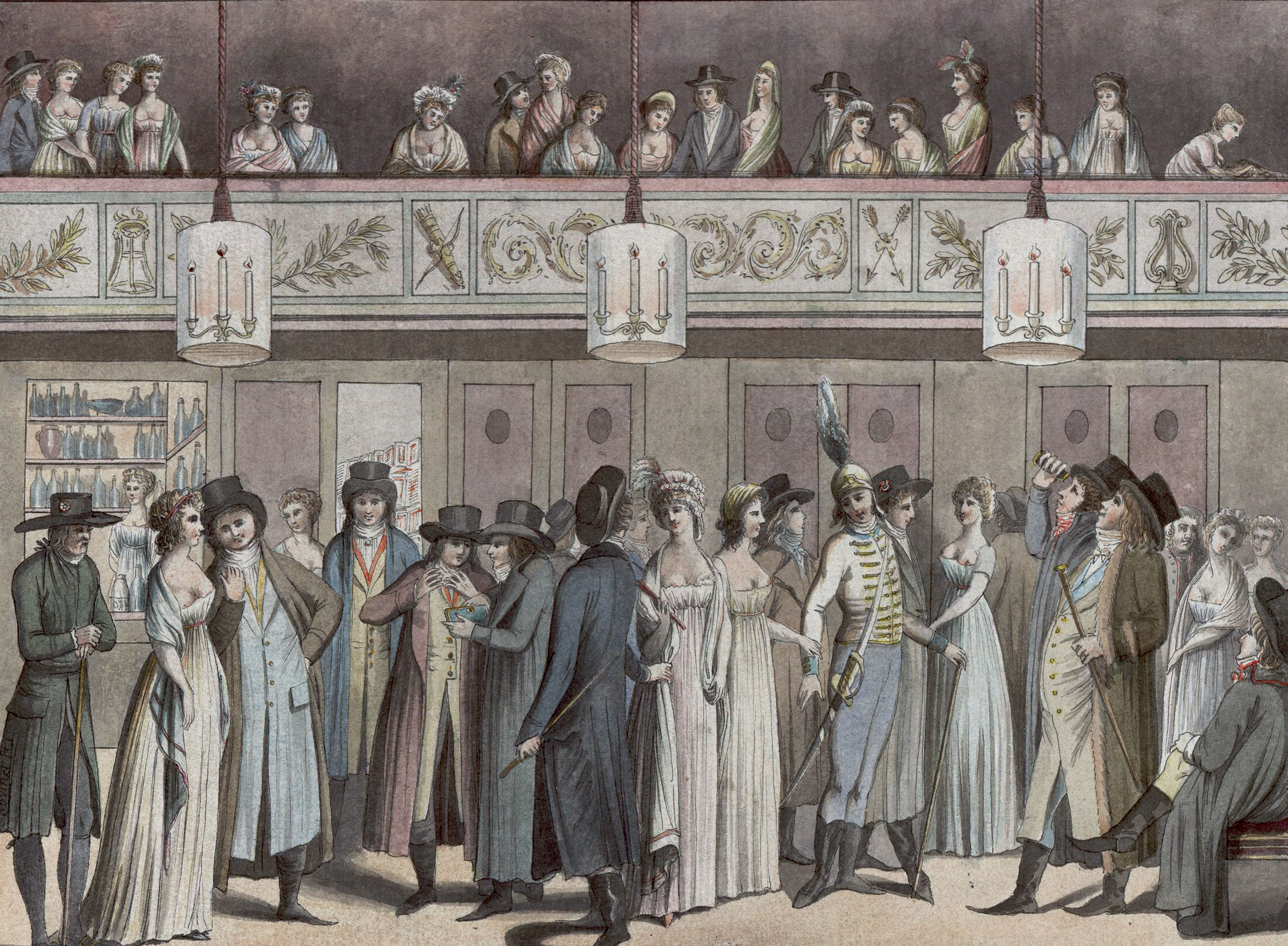
Foyer du théâtre Montansier au Palais-Royal, fin XVIIIe s.

L’histoire moderne de la Comédie-Française commence au Palais-Royal dans le nouveau théâtre construit par Victor Louis qui accueille dès 1791 Talma et ses amis en rupture avec la troupe pour des raisons politiques, puis en 1799 toute la troupe réunifiée. Au nord de la galerie Montpensier, le théâtre Montansier (futur théâtre du Palais-Royal), refait par Victor Louis, compte jusqu’à 1 300 places réparties en trois étages. Son foyer est particulièrement animé.
Le Palais-Royal voit fleurir une profusion d’autres divertissements, logés souvent dans de minuscules théâtres, qui se livrent une concurrence acharnée et n’ont souvent qu’une existence éphémère. Le théâtre de Séraphin attire beaucoup de monde avec son spectacle d’ombres chinoises. Les marionnettes sont aussi un genre très prisé. Curtius présente un cabinet de figures de cire comportant deux salles présentant les personnages célèbres du moment, dont la famille royale (c'est lui qui fournit le 12 juillet 1789 les bustes de Necker et du duc d'Orléans portés en triomphe par la foule).
Dans le jardin, quotidiennement au milieu du jour, cent à deux cents personnes se rassemblent, montre en main, autour du petit canon dont la mise à feu commandée par les rayons du soleil signale l’heure de midi.
- Les restaurants et les cafés :

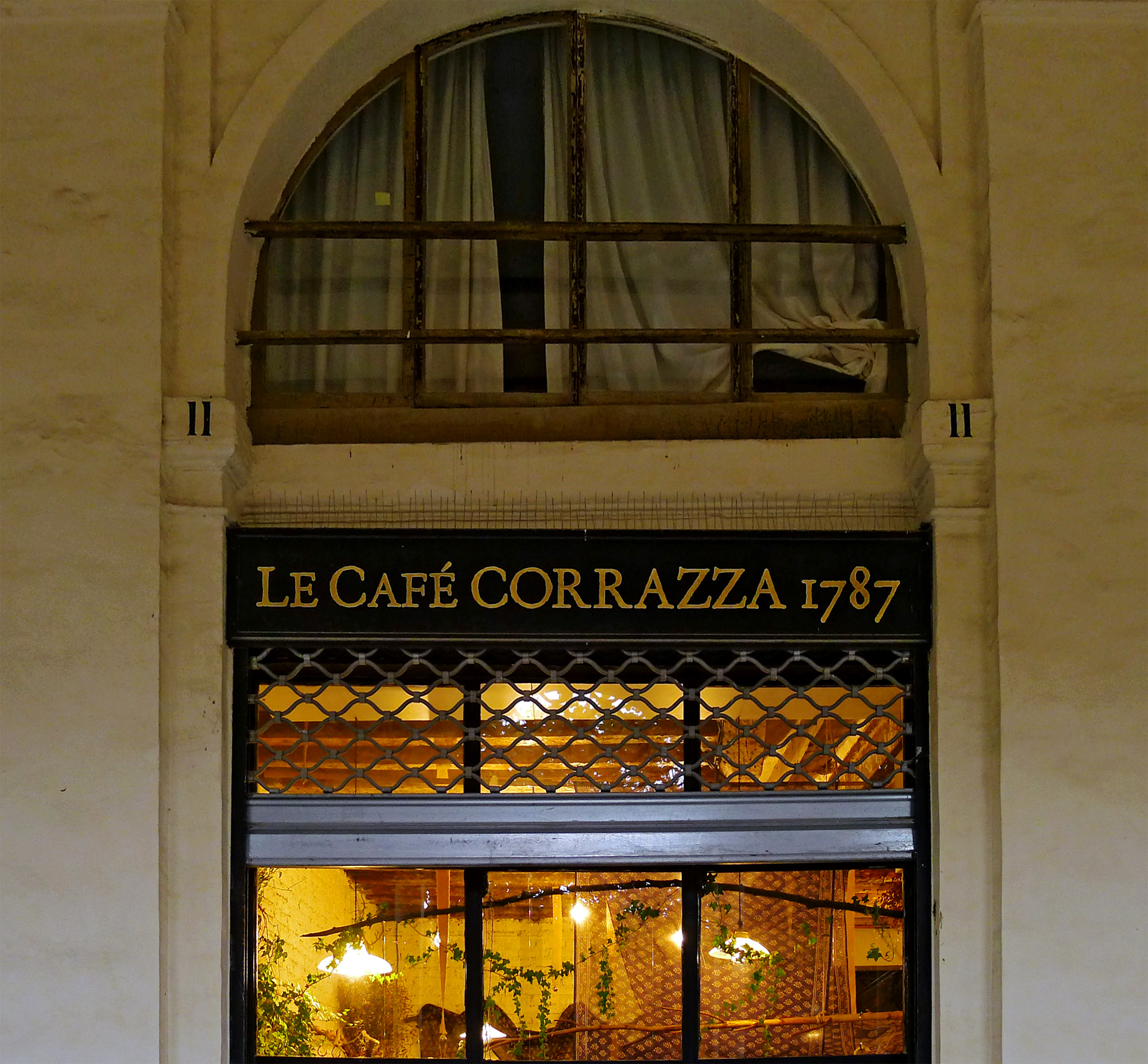
Le café Corrazza de la galerie de Montpensier, ouvert en 1787

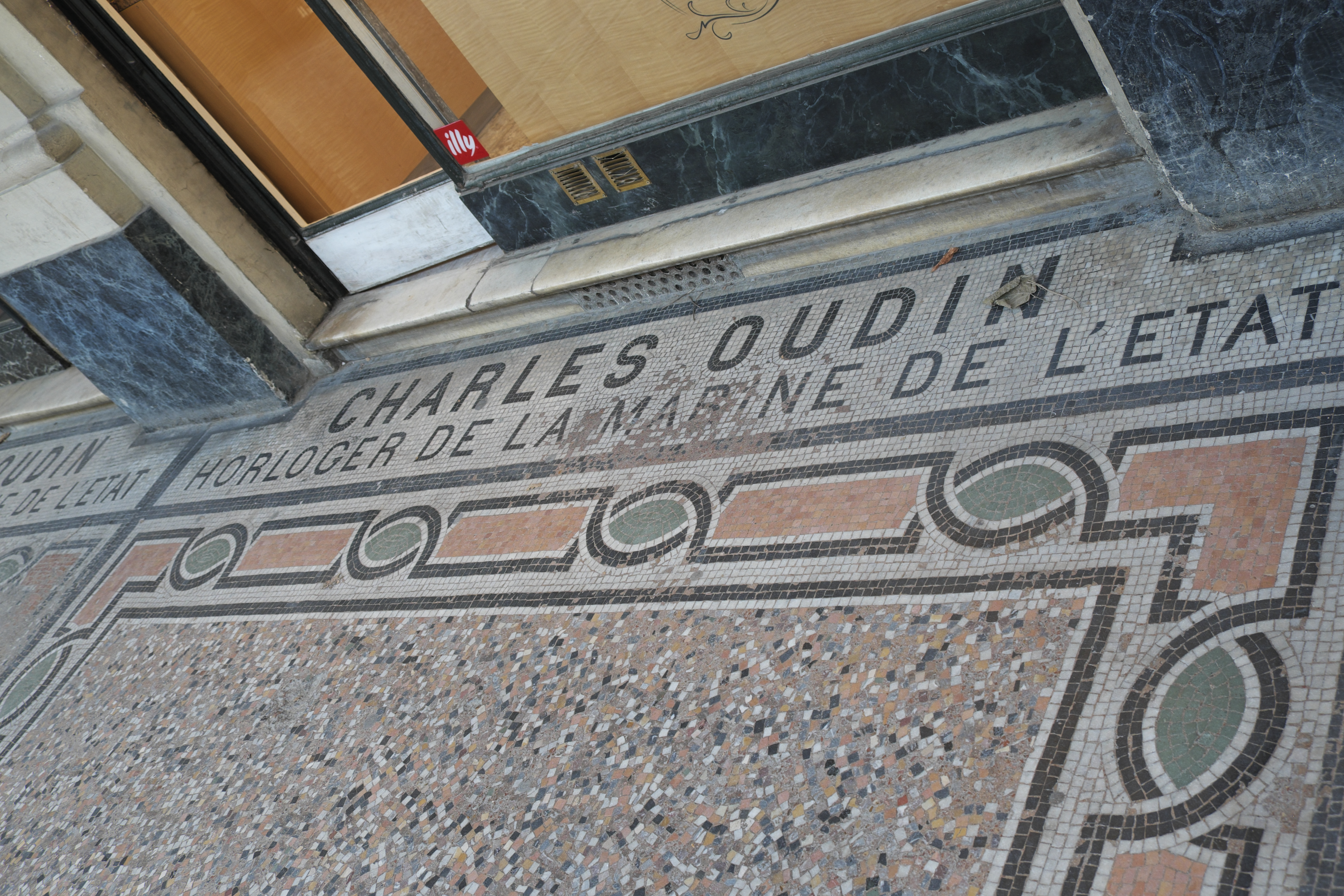
Entrée de la boutique d'horlogerie de Charles Oudin, alors sise Galerie de Pierre no 65 en 1801

Le restaurant, avec son repas à la carte et sa table individuelle (distinct de l’auberge avec sa table d’hôte), est né avec l’Ancien Régime au Palais-Royal, a-t-on dit. Ils se multiplient dans les nouvelles galeries de Victor Louis. On y trouve des restaurants de premier ordre célèbres dans toute l’Europe comme Very (n° 83-85), Véfour (n° 79-82), les Frères provençaux (n° 96-98), mais aussi des établissements à la portée des bourses modestes. Les cafés sont tout aussi nombreux. Les plus fameux sont le café des Mille Colonnes (n° 36) sans doute le plus luxueux, ouvert en 1807, où officie ensuite durant vingt ans la célèbre Belle Limonadière, le café de Foy (n° 56-60) devant lequel Camille Desmoulins lance sa fameuse motion « aux armes », le café Lamblin (n° 100-101), rendez-vous des officiers de l’Empire puis des demi-soldes nostalgiques sous la Restauration, le café de Valois, fréquenté par les royalistes, le café de la Rotonde (n° 89-92), qui a obtenu de Cambacérès l’autorisation d’établir une rotonde dans le jardin pour abriter sa clientèle, le café des Aveugles (n° 99-102) un café-caveau souterrain, où un orchestre d’aveugles alterne avec les roulements de tambour d’un « faux sauvage », le café Corrazza (n° 9-12) rendez-vous des Jacobins, fréquenté par Bonaparte, le café Borel (n° 114) avec son propriétaire ventriloque qui attire les curieux.
- Les boutiques :

Pour le commerce, le succès vient de l’abondance et de la variété des marchandises proposées. La densité des boutiques, parfois de simples éventaires, est incroyable : près de 400 magasins pour tout le Palais-Royal. On trouve des magasins de luxe, surtout de joaillerie et d’horlogerie, mais aussi des tailleurs, des traiteurs aux victuailles rares et choisies, trois cabinets de lecture, un établissement de bains… Les modistes se tiennent surtout dans la galerie de Bois. Là aussi les libraires (on en compta jusqu'à quatorze) et les marchands d’estampes spécialisés dans les publications licencieuses.
L’installation de la bourse jusqu’en 1816 amène des personnes ayant de gros moyens financiers, prêts à dépenser sur place une partie des gains réalisés, ainsi que des employés, des changeurs de monnaies, des prêteurs sur gages.
- Le jeu :

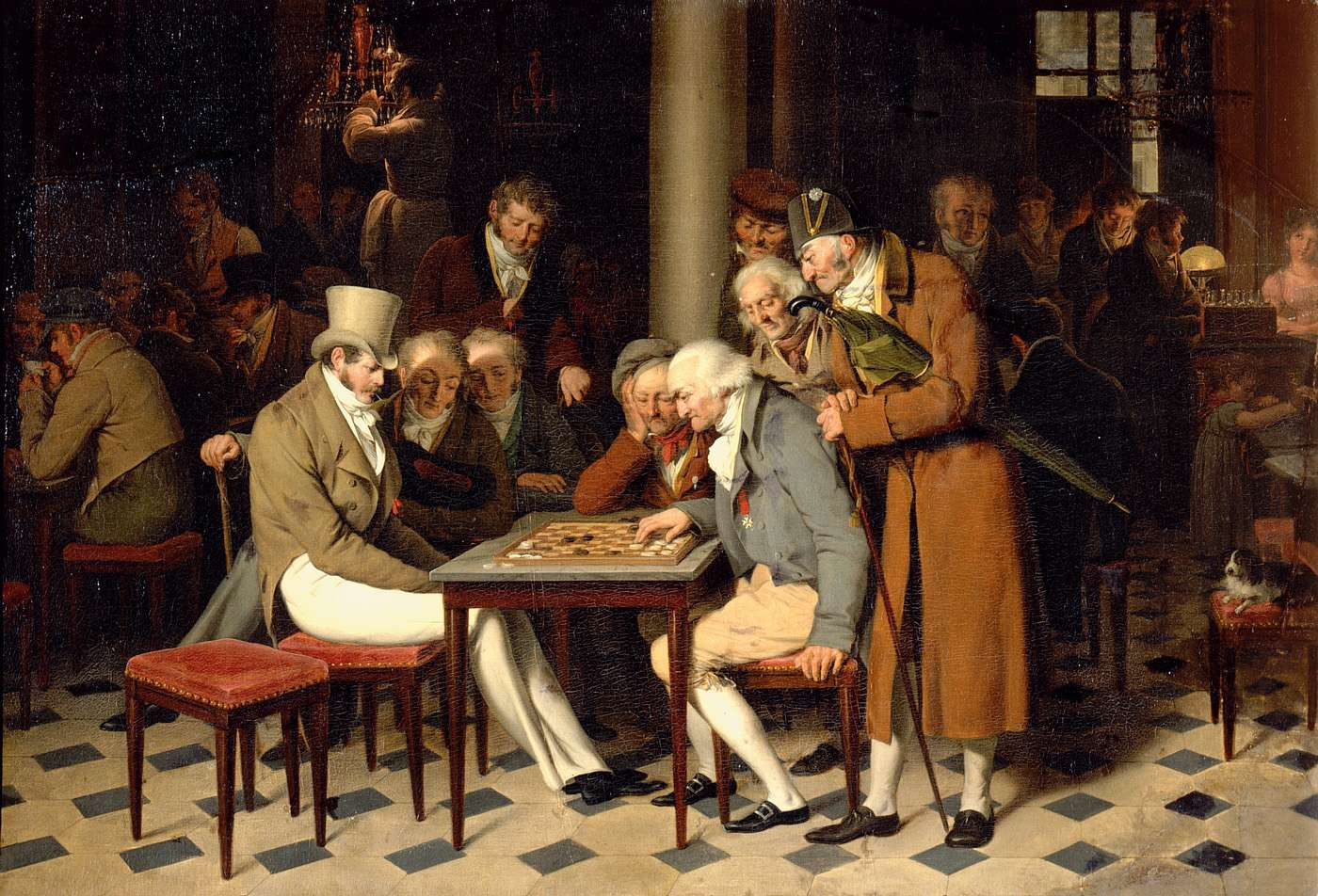
Jeux de dames au café Lamblin du Palais-Royal, au 103 de la galerie de Chartres (Boilly).

Le Palais-Royal est pendant toutes ces années un vaste casino : creps, passe-dix, trente-un, biribi prospèrent aux nos 9, 14, 18, 33, 113, 129, 154, sans compter les vingt tables dans le Cirque. Au 103, café Lembin, c'est là que Philippe Bridau, personnage de La Rabouilleuse d'Honoré de Balzac, vient jouer et comploter en compagnie des nostalgiques de l'Empire. La plus célèbre maison de jeu est le 113 qui possède huit salles dont six tables de roulettes. Au 154, le Club Polonais dit aussi le Club des Deux-billards, il faut une présentation et il y a une table dite « la table d’or » parce que les enjeux n’y sont mis qu’en pièces d’or ou en billets de banque. L'établissement est tenu de 1787 à juillet 1793 par deux directeurs, le chevalier Jean Baptiste de Coste ou de Costes de la Calprenède (1738-1826), non marié avec Adélaïde Marguerite Desmart 1766-1850, et le vicomte Esprit Boniface de Castellane (1763-1838) accompagné de Mlle Quincy, un ami intime du duc d'Orléans.
Dans La Comédie humaine, Raphaël de Valentin mise sa vie au 33 et Rastignac croit trouver au n° 9 la fortune. Louis Verron consacre le deuxième chapitre de ses Mémoires d’un bourgeois de Paris à raconter ses aventures dans les maisons de jeu du Palais-Royal en 1818.
- La prostitution

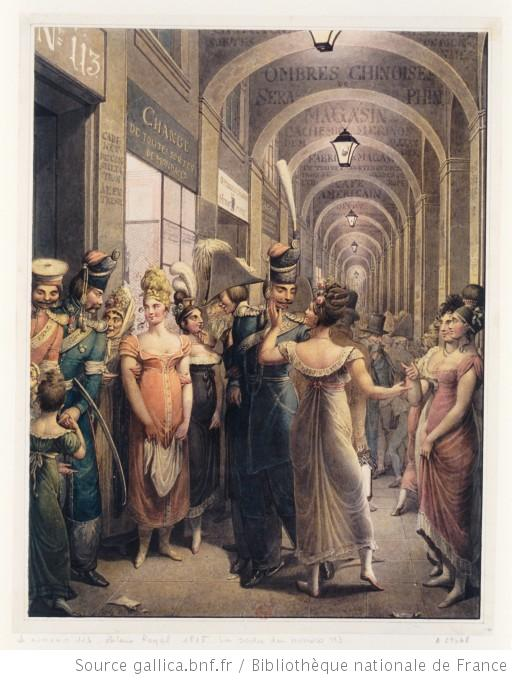
La prostitution au Palais-Royal en 1815 (Opiz).

Toutes ces masses d’argent en circulation attirent un monde interlope, bien décidé à en arracher quelques bribes, et en particulier des filles de petite vertu, nombreuses et entreprenantes qui en font un véritable « marché aux putains ». « C’est surtout le soir, écrit Berthier de Sauvigny lorsque s’allument les lumières, que le Palais-Royal prend son animation caractéristique ; c’est alors que de leurs logements situés aux plus hauts étages, descendent les bataillons de filles qui viennent se mêler aux promeneurs et faire la chasse au client. » Ce sont également des habituées des cafés-caveaux très à la mode sous le Premier Empire et dans les premières années de la Restauration. Une aquarelle d’Opiz montre des officiers des troupes d’occupation, à la fin de 1815, discuter tarifs avec quelques filles aux coiffures très élaborées à la sortie de la fameuse maison de jeu du 113, où, dit-on, Blücher perdit 1 million et demi, en une soirée. On notera la manière dont les commerces utilisaient les arcades pour leur publicité (voir celle du théâtre d'ombres chinoises de Séraphin sur l'une des arcades).
La poussée moralisatrice contre le jeu (qui rapportait gros à l’État et à la ville en taxes et redevances) et la prostitution fut lente. En 1822, le préfet de police interdit le racolage entre le 15 décembre et le 15 janvier pour — prétexte avancé — que les femmes honnêtes puissent faire leurs emplettes. Cette mesure est reconduite les années suivantes. Il faut attendre 1830 pour qu’il soit totalement interdit au Palais-Royal et 1836 pour que, sous la pression de Louis-Philippe, les salles de jeu soient fermées. Les théâtres et spectacles vont aller s’installer dans les nouvelles artères. C’est la fin des années folles du Palais-Royal.

### Le Palais-Royal de 1845 à 1900

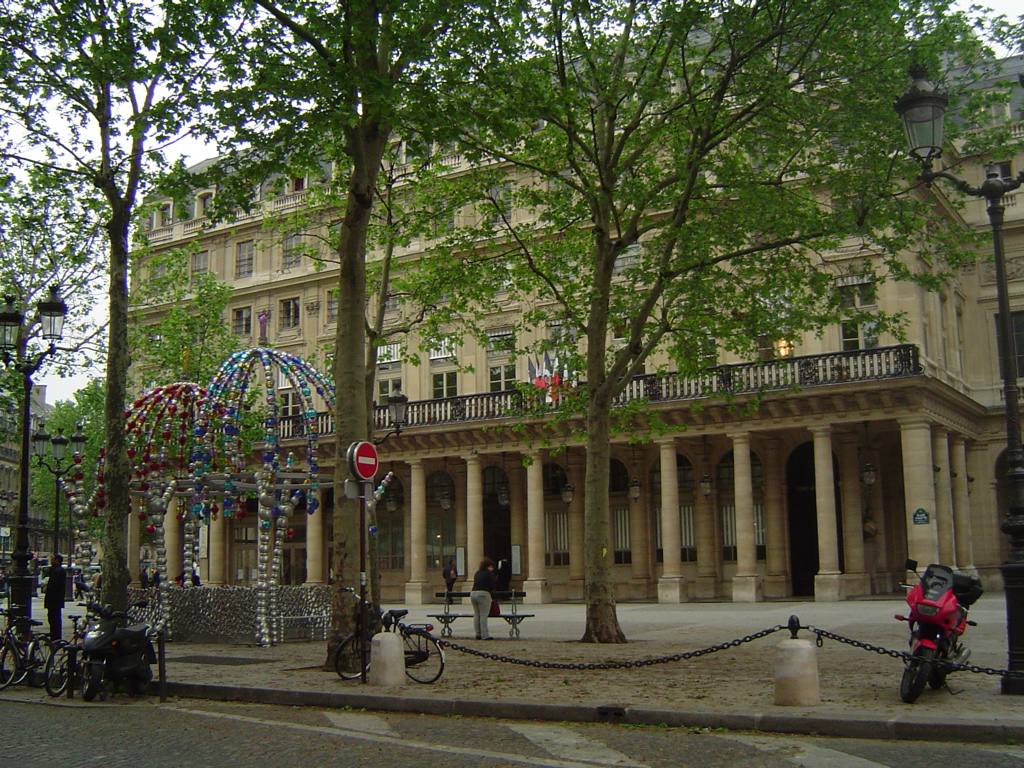
Nouvelle façade de la Comédie Française (1860).

En 1845 Jean-Eugène Robert-Houdin ouvre un théâtre de magie attenant au côté est du Palais-Royal au 11 de la rue de Valois.
Le Palais-Royal est la victime de la Révolution de 1848 qui renverse Louis-Philippe. Le palais est pillé, les tableaux brûlés ou lacérés, les meubles et objets d’art jetés par les fenêtres. À nouveau remis dans le domaine de l’État, il devient le Palais-National.
Louis-Napoléon Bonaparte, président de la République, veut consacrer le palais aux Arts. Deux salons s’y tiennent en 1850 et 1852 avec, pour l’occasion, une salle provisoire bâtie au centre de la cour d'honneur. Empereur, il met le palais à la disposition de Jérôme Bonaparte, dernier survivant des frères de Napoléon, qui y réside huit ans jusqu’à sa mort. Son fils le prince Napoléon, surnommé Plon-Plon, d’abord installé dans l’aile de Nemours, occupe après son mariage et la mort de son père, l’aile de Valois, laissant l’aile de Nemours à sa femme Marie-Clotilde de Savoie, fille de Victor-Emmanuel.
Pour l’essentiel, les appartements décorés par Fontaine pour les Orléans sont conservés, sauf ceux donnant sur la cour d’honneur réaménagés par l’architecte du Palais Pierre Prosper Chabrol en une longue suite de salons connus sous le nom de « Galerie des Fêtes » . Le prince, en opposition fréquente avec l’Empereur, y reçoit la société libérale du temps : Émile de Girardin, Sainte-Beuve, Taine, Renan, Gustave Flaubert. Le Ministère des Colonies s’installe dans l’aile de Montpensier.
Les travaux de percement de l’avenue de l’Opéra en 1860 entraînent le réaménagement de la place du Théâtre Français (future place Colette) et la destruction d’une partie de la cour de Nemours. Le bâtiment de la Comédie-Française prend alors la physionomie que nous lui connaissons. Chabrol s’attaque à sa restauration intérieure. Un nouveau plafond est refait (qui devra lui-même être remplacé après l’incendie de la scène du théâtre le 8 mars 1900). En 1880, une réfection complète du Théâtre du Palais-Royal est entreprise par l’architecte Paul Sédille qui met en place à cette occasion un escalier de secours en façade pour ne pas modifier l’intérieur. Le théâtre connaît alors une période faste avec le triomphe de La Vie parisienne (1866) et d’Un fil à la patte (1894).

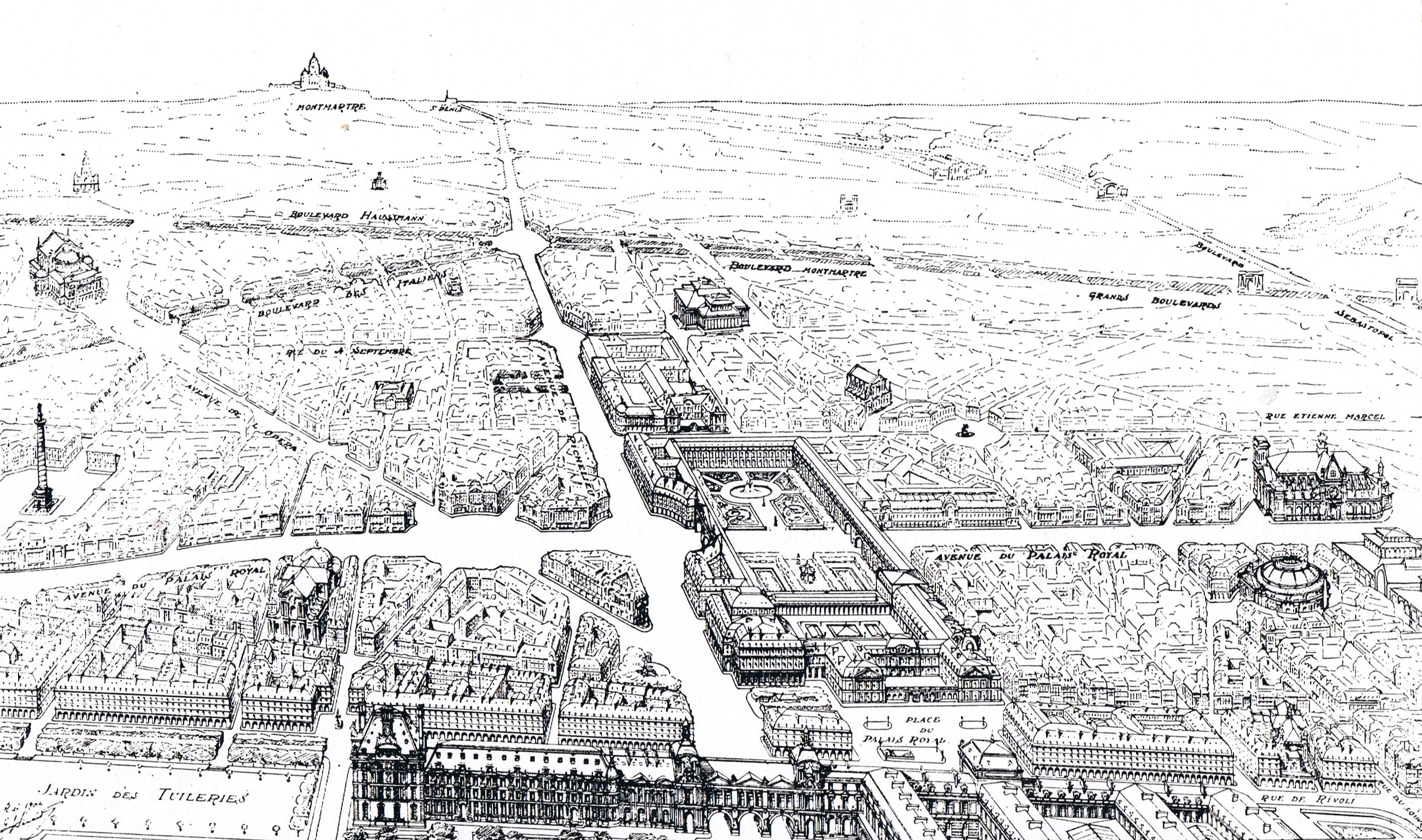
Projet d’Eugène Hénard d’ouverture du jardin à la circulation.

Le 22 mai 1871, les communards incendient le Palais-Royal. Trois foyers sont allumés dans la nuit du 23 au 24, mais le feu est maitrisé dès le lendemain matin grâce à quelques habitants du quartier et à une trentaine d’ouvriers de la Banque de France. Seuls sont gravement endommagés l’aile droite de la cour d’entrée et les étages du corps de bâtiment central. Les destructions de mobilier et d'objets d'art sont beaucoup plus faibles qu'en 1848. Les façades endommagées sont restaurées à l’identique par Chabrol de 1872 à 1874. Le Palais-Royal sert alors à reloger le Conseil d’État à titre définitif et provisoirement la Cour des comptes, précédemment installés dans le Palais d’Orsay détruit par les incendies de la Commune.
Vers 1900, l’Office central des Colonies s’installe dans la galerie d’Orléans sans la modifier.
Vers la fin du siècle, de nombreux projets (Théodore Charpentier, Henri Deverin, Eugène Hénard) d’aménagement du quartier passant par une ouverture du jardin à la circulation donnent lieu à de vives polémiques et sont tous rejetés.

### Le Palais-Royal de 1900 à nos jours

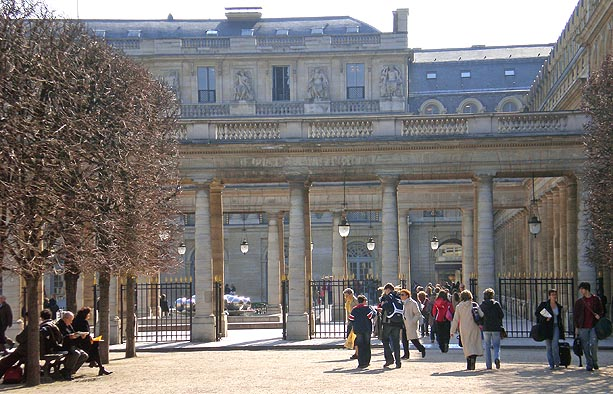
La galerie d'Orléans réduite à ses portiques (1933).

Au fond, le Théâtre éphémère en bois de la Comédie-Française (2012) installé, clin d’œil à l’histoire, à l’emplacement de l’ancien Camp des Tartares (1785-1829).
Le XXe siècle est un siècle paisible pour le Palais-Royal qui continue à échapper à des projets d’architectes : « Tour de cristal » de 30 m de haut dans le jardin (Ginouvier), Ministère des Colonies de trois étages à la place de la galerie d’Orléans (Guadet), percée du jardin de Bloch-Levalois (la voie transversale était placée, non au milieu du jardin comme Deverin et Hénard, mais à la place de la galerie d’Orléans).
La seule transformation architecturale importante de cette période est en 1933 la transformation de la galerie d’Orléans. Cette galerie, qui était l’une des plus belles de Paris, abritait l’administration coloniale. Dans une conception purement décorative, elle fut réduite à ses portiques latéraux en démolissant les boutiques et la verrière qui la couvrait tout en maintenant les deux péristyles qui l’encadraient, apportant sans doute au palais une transparence et une luminosité perdues.
Le commerce dans les galeries, qui s'était maintenu au XIXe siècle, périclite lentement pendant le XXe, pour connaître un renouveau au début du XXIe. Le commerce des décorations (Bacqueville, « le duc de Chartres »), qui se maintient depuis la Restauration, reste sans doute pendant cette période l'un des symboles du Palais-Royal.

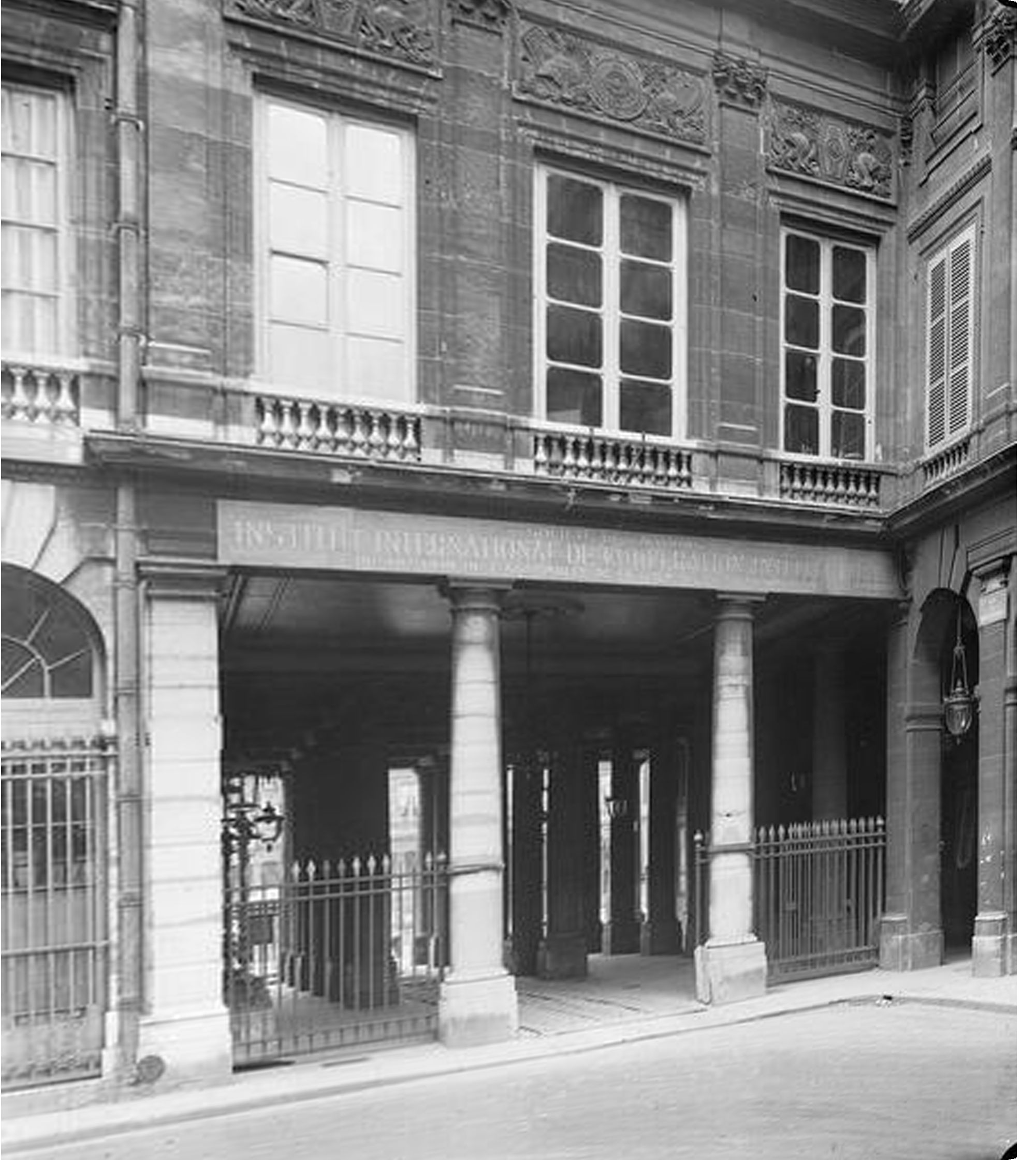
Une entrée du Palais-Royal, où l'IICI était installé.

En 1926 y est installé l'Institut international de coopération intellectuelle (IICI).
En 1959 s'installèrent, dans l'aile Montpensier le Conseil constitutionnel créée par la constitution de 1958 et dans l’aile de Valois le nouveau Ministère de la Culture dont André Malraux resta ministre pendant près de dix ans.

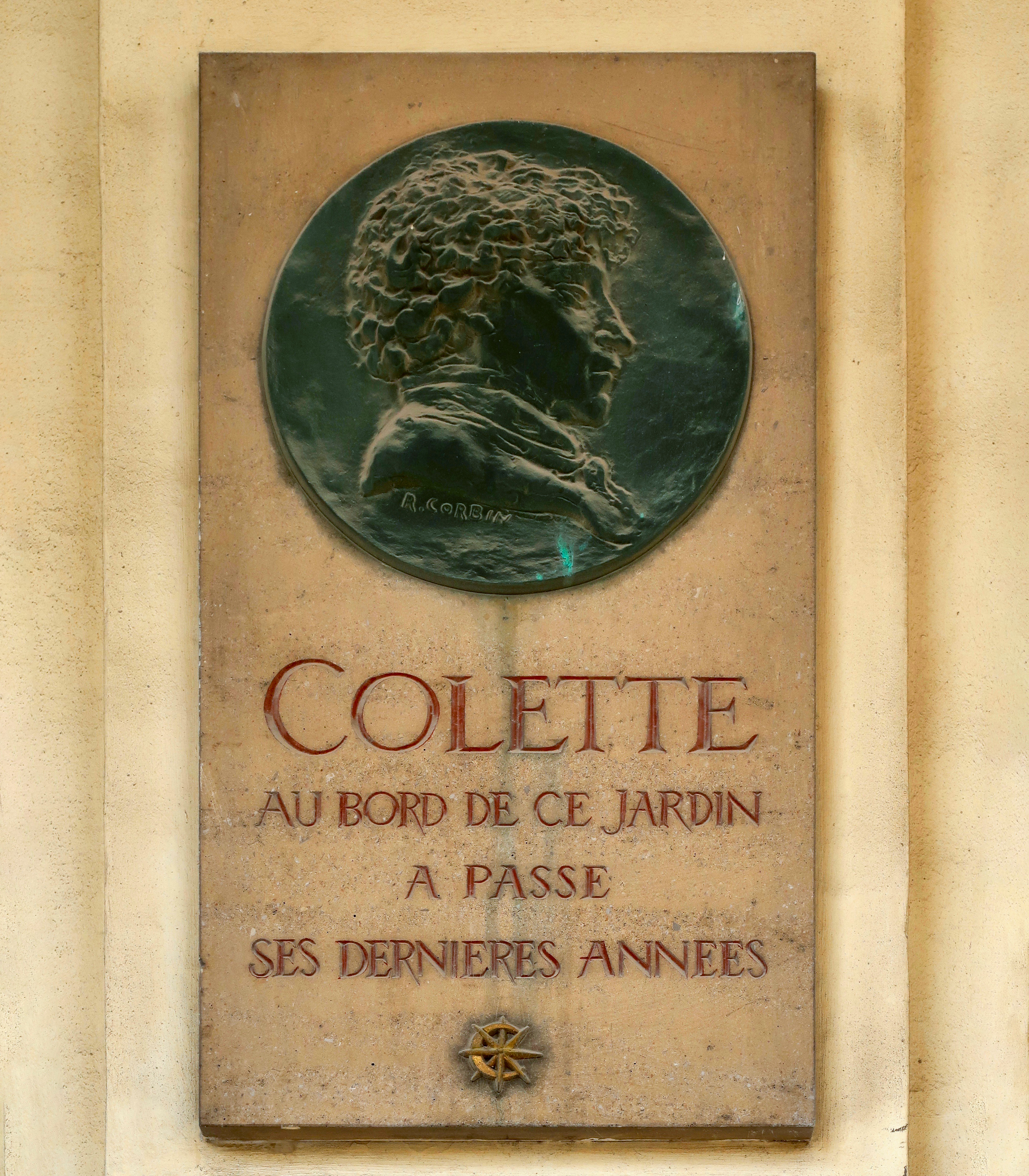
Plaque en hommage à Colette, passage du Perron.

Colette a passé une bonne partie de sa vie au Palais-Royal au 9 de la rue de Beaujolais (plaque sur sa maison). Lors de ses obsèques en 1954, un hommage officiel lui fut rendu dans la cour d’honneur du palais. Jean Cocteau vécut longtemps au 36, rue de Montpensier, un temps avec Jean Marais.
L’introduction de l’art contemporain au Palais-Royal en 1985 à l'initiative du ministère de la Culture dirigé par Jack Lang, avec l’implantation d’une composition monumentale, l'œuvre de Daniel Buren Les Deux Plateaux (par la suite communément appelée « colonnes de Buren »), dans la cour d’honneur (qui servait jusqu'alors de parking à quelques privilégiés) déclencha une nouvelle bataille des anciens et des modernes, teintée d’arrières pensées politiques. Les colonnes sont devenues aujourd'hui l’une des étapes incontournables du Paris touristique.
Le Palais suit depuis plusieurs années un plan de restauration. Après la restauration des colonnes de Buren en 2009, l'année 2010 fut marquée par la restauration de la galerie de Chartres, de la double rangée de portique de la galerie d'Orléans et des façades rue de Valois.

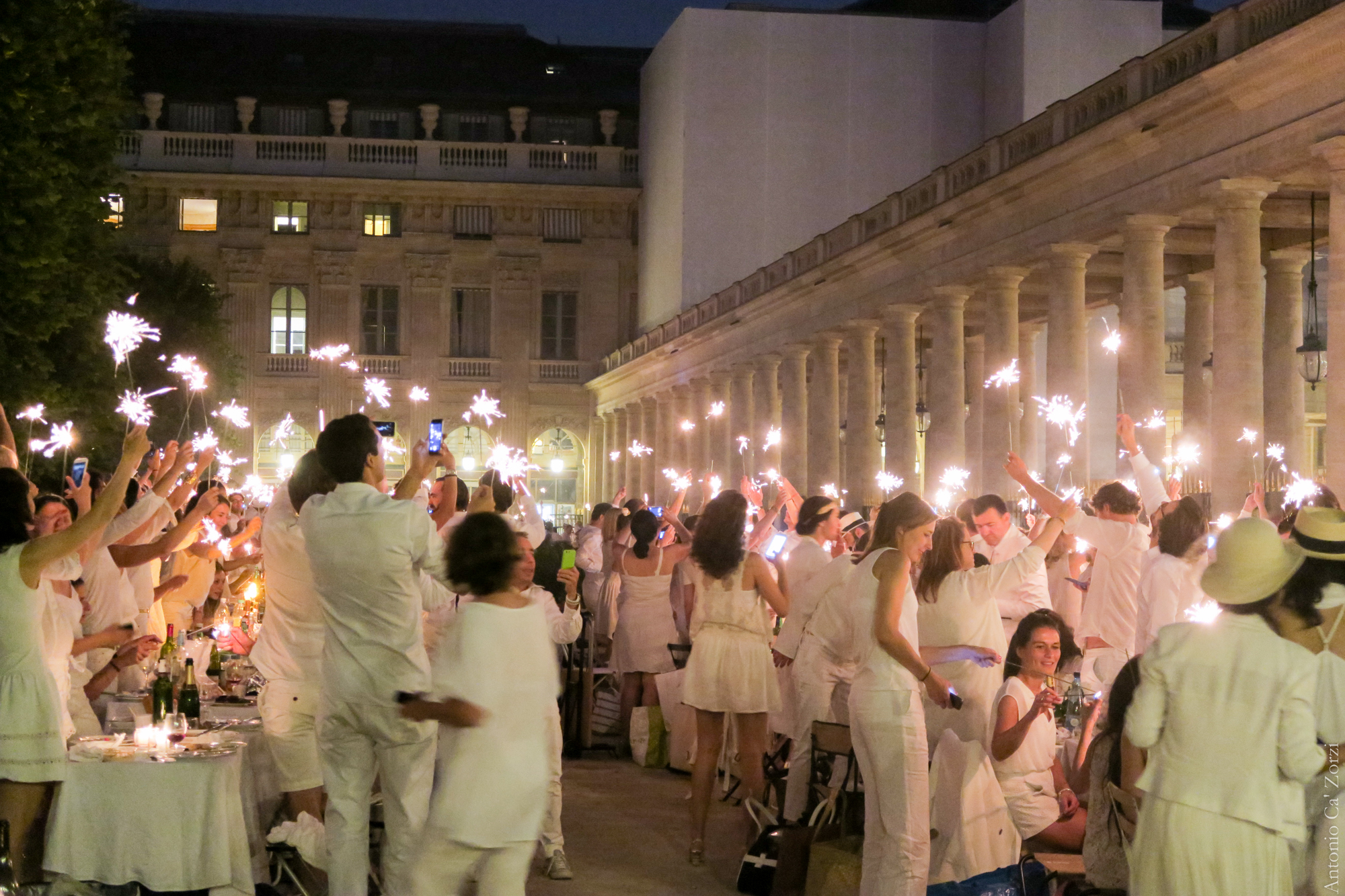
Dîner en blanc du mois de juin 2015.

De janvier 2012 à mars 2013, pendant le temps des travaux de rénovation sur sa scène historique, la Comédie-Française s’installe dans un Théâtre éphémère, de 26 m sur 65 m, en bois et inséré dans la galerie d’Orléans, pouvant accueillir 700 places en gradins.
En juin 2015, le Palais-Royal est choisi pour le dîner en blanc, qui se déroule chaque année dans un lieu public.

## Accès

Palais-Royal, Paris: 1. Ministère de la Culture - 2. Conseil constitutionnel - 3. Conseil d'État - 4. Comédie-Française - 5. Théâtre éphémère - 6. Colonnes de Buren - 7. Théâtre du Palais-Royal

Ce site est desservi par la station de métro Palais-Royal - Musée du Louvre.

## Le Palais-Royal dans les arts

### Scènes de films tournées au Palais-Royal
- 1963 : Charade de Stanley Donen

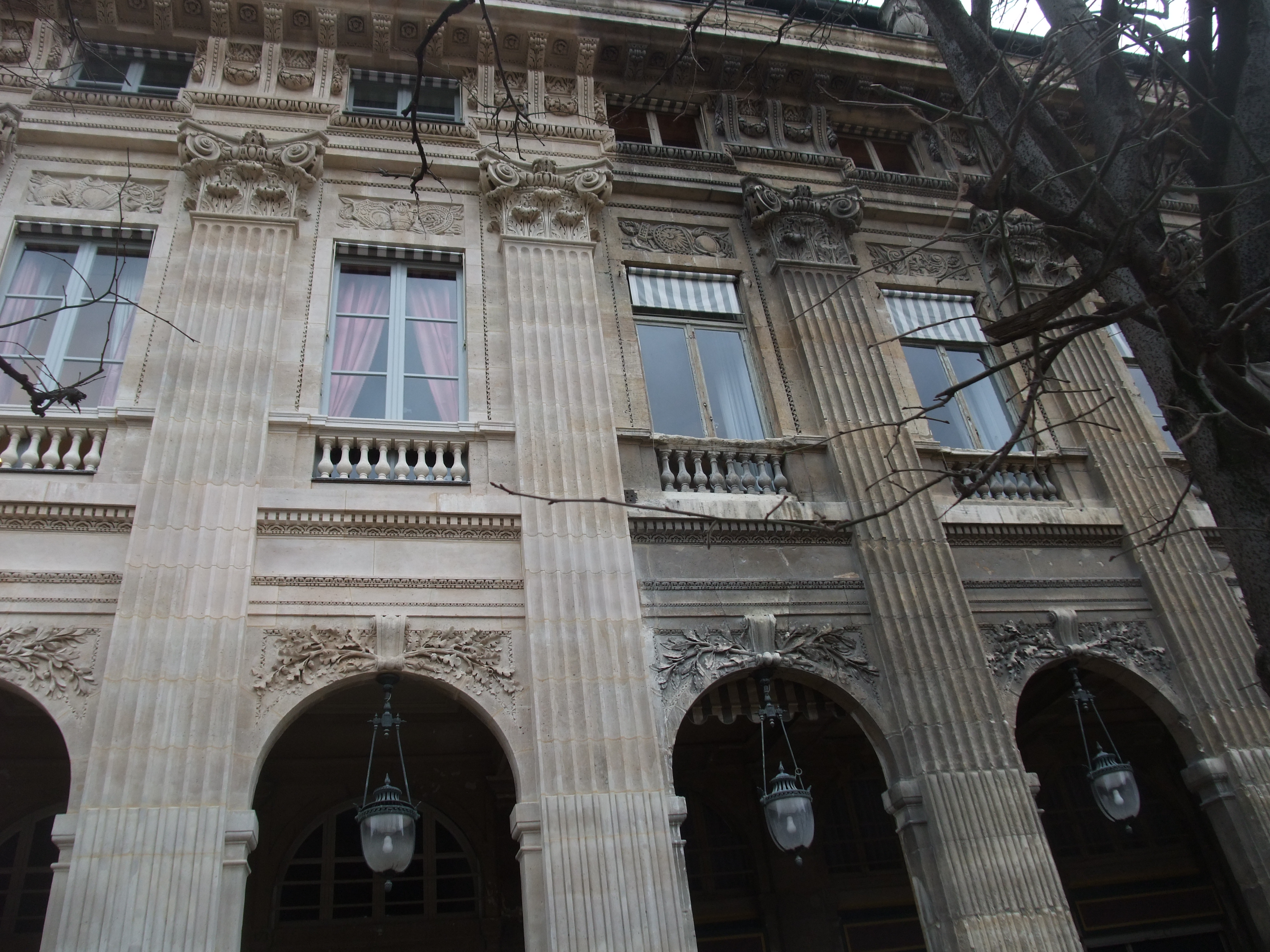
Restauration en cours des façades sur jardin (2012).

- 1976 : Marathon Man de John Schlesinger
- 1989 : La Révolution française, film en deux volets :
  - Les Années lumière, réalisé par Robert Enrico
  - Les Années terribles, réalisé par Richard T. Heffron
- 1992 : Le soleil naît derrière le Louvre (téléfilm, série « Nestor Burma ») de Joyce Buñuel
- 1994 : Entretien avec un vampire (Interview with the Vampire) de Neil Jordan
- 1995 : Rimbaud Verlaine de Agnieszka Holland
- 1996 : Hommes, femmes, mode d'emploi de Claude Lelouch
- 2004 : Un fil à la patte de Michel Deville
- 2005 : Da Vinci Code (The Da Vinci Code) de Ron Howard
- 2006 : Marie Besnard, l'empoisonneuse de Christian Faure (téléfilm)
- 2007 : La vie sera belle d'Edwin Baily (téléfilm)
- 2007 : Nicolas Le Floch d'Edwin Baily (téléfilm)
- 2007 : Paris de Cédric Klapisch
- 2008 : Cash d'Éric Besnard
- 2008 : Les Herbes folles d'Alain Resnais
- 2009 : L'Armée du crime de Robert Guédiguian
- 2012 : Main dans la main de Valérie Donzelli
- 2012 : Cherchez Hortense de Pascal Bonitzer
- 2013 : Alias Caracalla d’Alain Tasma
- 2018 : Mission impossible : Fallout de Christopher McQuarrie, avec Tom Cruise
- 2021 : Illusions perdues de Xavier Giannoli

### Dans la littérature
- Honoré de Balzac, Illusions perdues, II. (Pléiade, pp. 355–362).
- Honoré de Balzac, La Peau de Chagrin, I.

## Notes et références

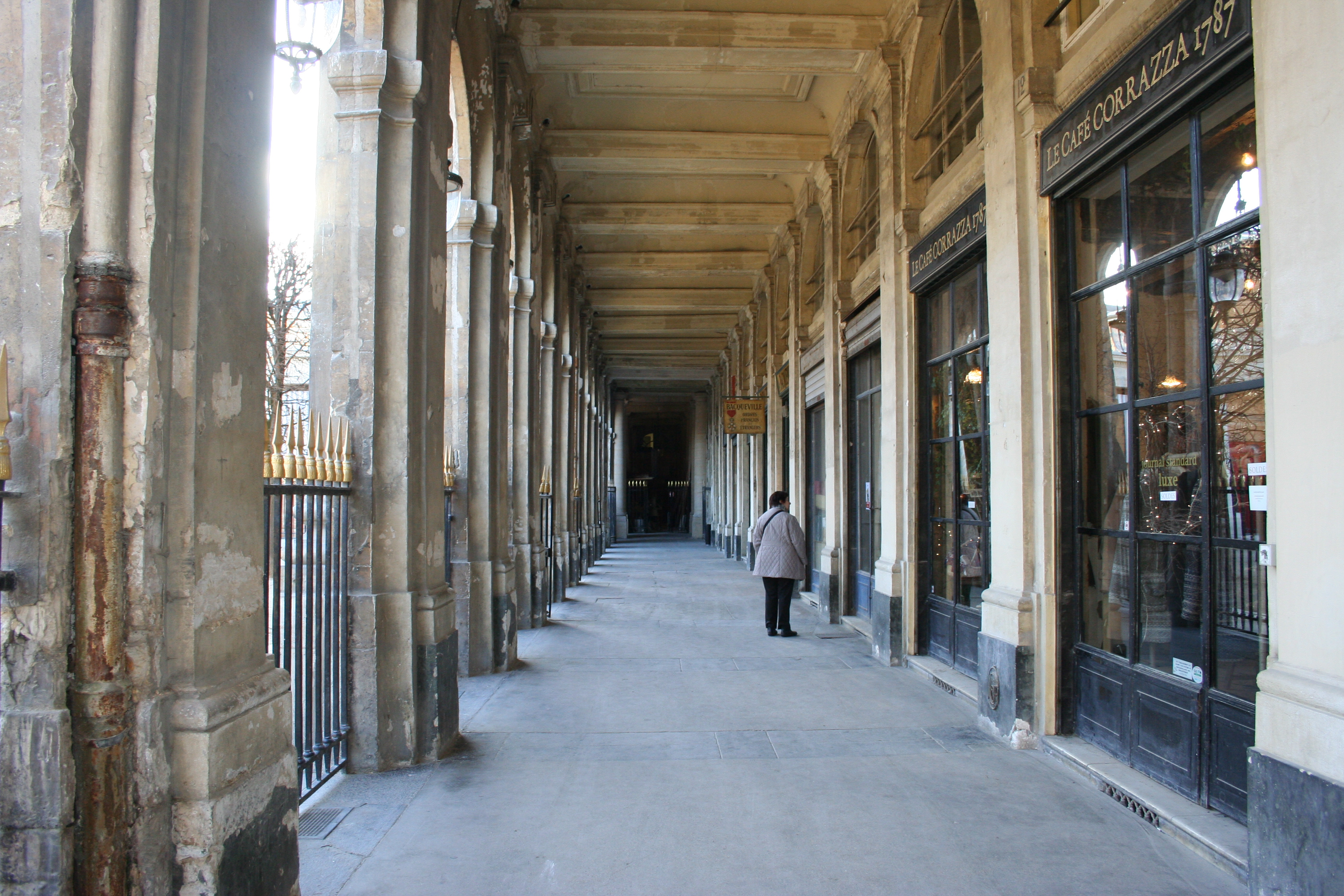
Vue de la galerie de Montpensier (café Corrazza, commerce des décorations Bacqueville).

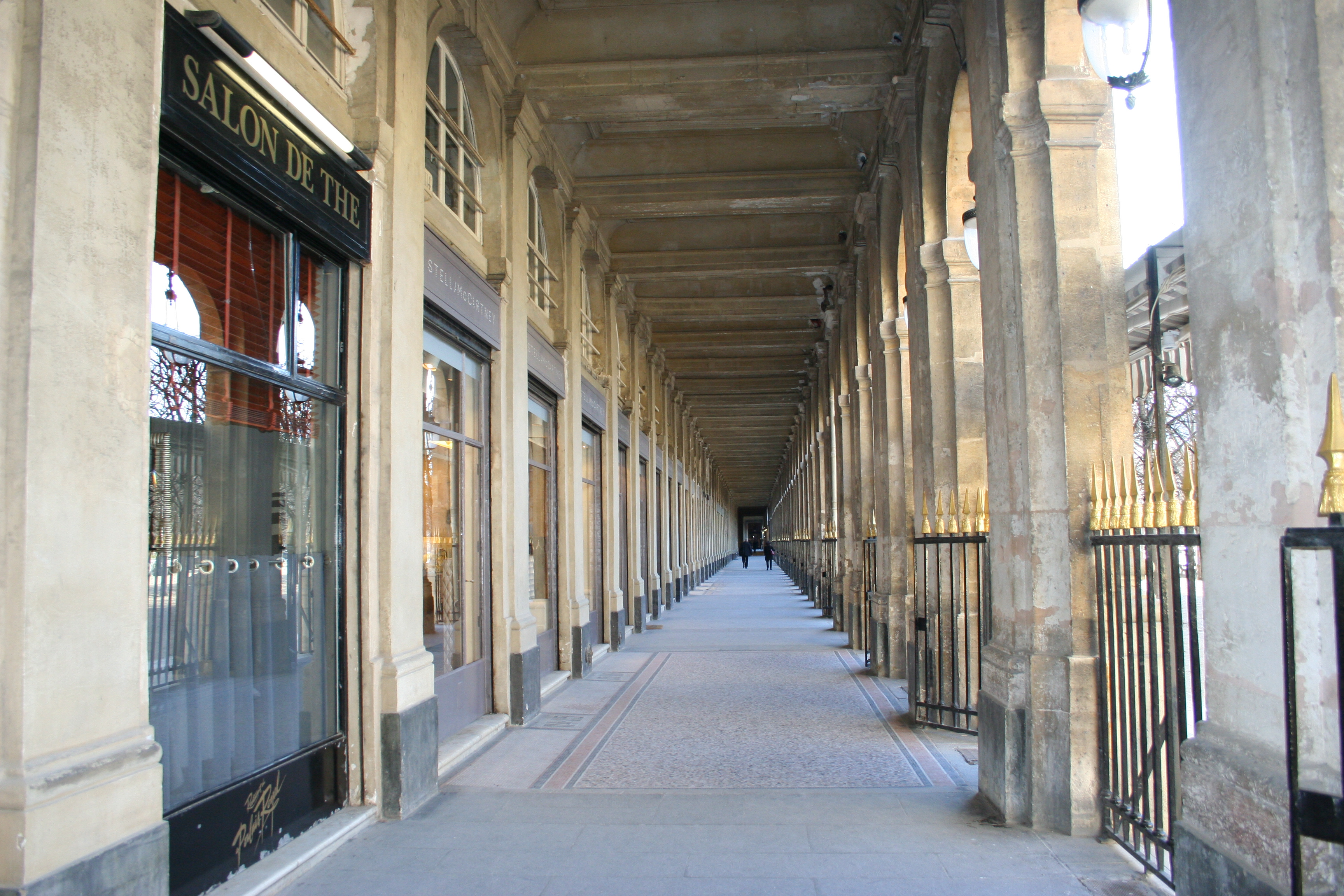
Vue de la galerie de Valois à hauteur du n° 113 (voir précédemment l'aquarelle d’Opiz, en 1815, au même numéro).

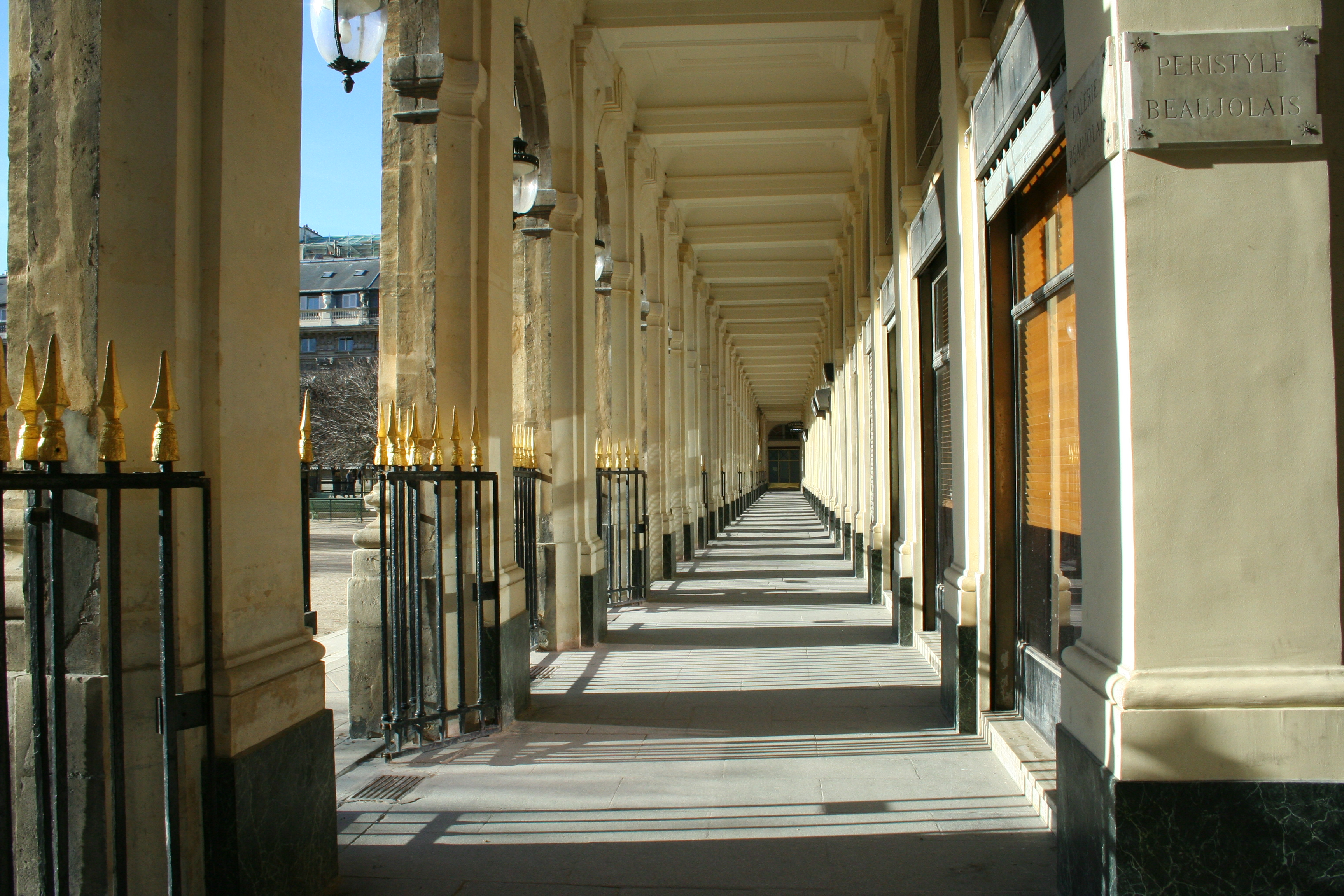
Vue de la galerie de Beaujolais

### Dans les jeux-vidéo
- 2014 : Assassin's Creed : Unity